# Episodi di Lamù la ragazza dello spazio
Questa è la lista degli episodi di Lamù, la ragazza dello spazio, serie televisiva anime tratta dal manga Lamù di Rumiko Takahashi. La serie si compone di 195 episodi. I primi 23 episodi della serie sono divisi in due storie distinte, della durata di circa dieci minuti l'una. Dal ventiquattresimo episodio in poi ogni singola storia, si sviluppa e termina nella durata dei venticinque minuti circa complessivi dell'episodio. Per questo non è raro trovare, anche in fonti ufficiali, 218 come numero totale di puntate.
La serie è stata prodotta da Pierrot e diretta da Mamoru Oshii fino all'episodio 106 e da Studio Deen e Kazuo Yamazaki dall'episodio 107 fino al termine. La trasmissione è avvenuta su Fuji Television dal 14 ottobre 1981 al 19 marzo 1986. Corredano la serie dodici puntate OAV (vedi OAV di Lamù).
L'edizione italiana segue una numerazione diversa, contando come episodi separati i primi 23 e quindi 218 quelli totali. È stata trasmessa su varie reti locali a partire dal 1983 in tre blocchi intitolati Lamù, la ragazza dello spazio, Superlamù e Le nuove avventure di Lamù. Il primo blocco (ep. 1-86 / 1-109) è andato in onda dal 1983 al 1985. Il secondo (ep. 87-129 / 110-152) è stato trasmesso nel 1988. E il terzo (ep. 130-195 / 153-218) è stato importato nel 2006 per la distribuzione home video e trasmesso solo nel 2010 su Man-ga e in chiaro nel 2011 su Anime Gold. Yamato Video ha raccolto la serie in un'edizione integrale in DVD intitolata Lamù, la ragazza dello spazio.

## Serie TV
| Nº Ja | Nº It | Titolo italiano Giapponese 「Kanji」 - Rōmaji | In onda           | In onda           |
| Nº Ja | Nº It | Titolo italiano Giapponese 「Kanji」 - Rōmaji | Giapponese        | Italiano          |
| 1a    | 1     | Il personaggio di un'altra galassia 「うわさのラムちゃんだっちゃ！」 - Uwasa no Lum-chan daccha! | 14 ottobre 1981   | 1983              |
| 1a    | 1     | Gli oni vogliono invadere la Terra, ma rinunceranno se un terrestre scelto a caso riuscirà ad afferrare le corna di uno di loro entro dieci giorni. I prescelti sono Ataru Moroboshi per i terrestri e Lamù per gli Oni. Ataru riuscirà nell'impresa, ma per una sua frase fraintesa da Lamù si ritroverà "sposato" alla ragazza aliena. |                   |                   |
| 1b    | 2     | Lamù deve ritornare sulla Terra 「町に石油の雨がふる」 - Machi ni sekiyu no ame ga furu | 14 ottobre 1981   |                   |
| 1b    | 2     | Una corsa su un taxi spaziale chiamato per errore ha un prezzo esorbitante: le riserve petrolifere del Giappone. Lamù può sistemare le cose pagando la corsa, ma in cambio vuole che Ataru si impegni a stare con lei come una qualsiasi coppia di sposi. Ataru, dopo molti tentennamenti, accetta ed ospita a casa sua Lamù. |                   |                   |
| 2a    | 3     | Ten, il bambino della galassia 「宇宙ゆうびんテンちゃん到着！」 - Uchū yūbin Ten-chan tōchaku! | 21 ottobre 1981   |                   |
| 2a    | 3     | In casa Moroboshi arriva dal cielo una pesca gigante: una volta aperta appare Ten, il cuginetto di Lamù. Il bimbo, che ha il potere di volare e di sputare fiamme, sarà ospitato insieme a Lamù in casa Moroboshi. Ben presto inizieranno dei battibecchi tra Ataru e Ten, che sfoceranno in frequenti litigi tra i due. |                   |                   |
| 2b    | 4     | Una rondine e un pinguino 「つばめさんとペンギンさん」 - Tsubame-san to penguin-san | 21 ottobre 1981   |                   |
| 2b    | 4     | Ten offre un dolcetto alieno ad una rondine. Non sa che hanno l'effetto di accelerare il metabolismo degli esseri viventi terrestri, e la rondine diventa grande quanto un pinguino! La rondine non riesce più a raggiungere il nido, e non è più in grado di prendersi cura dei suoi piccoli. |                   |                   |
| 3a    | 5     | Rei, il mostro della città 「変身美男レイが来た！」 - Henshin binan Rei ga kita! | 28 ottobre 1981   |                   |
| 3a    | 5     | Sulla Terra arriva Rei, l'ex fidanzato di Lamù. Shinobu è la prima ad incontrarlo: è un ragazzo stupendo che vuole rivedere Lamù perché ne è ancora innamorato. Lamù lo rifiuta perché si è dimostrato insensibile, egoista ed interessato soltanto al cibo. Una frase ad effetto di Lamù rivelerà a tutti la vera natura di Rei. |                   |                   |
| 3b    | 6     | Guai per un dongiovanni 「くたばれイロ男！」 - Kutabare iro otoko! | 28 ottobre 1981   |                   |
| 3b    | 6     | Rei si è preparato una dichiarazione d'amore per Lamù, ma lei non sembra cedere. Rei rincorre Lamù ripetendole la dichiarazione: questa viene sentita da altre donne che si innamorano dell'alieno causando la rabbia dei loro fidanzati contro Rei. |                   |                   |
| 4a    | 7     | Il bambino nell'aquilone 「秋の空から金太郎！」 - Aki no sora kara Kintarō! | 4 novembre 1981   |                   |
| 4a    | 7     | Anche se non è il periodo vengono montati gli aquiloni per la festa dei bambini. Dentro uno di questi c'è Kintaro con il suo orso. Il piccolo fa parte di un gruppo di alieni, e si è perso durante una gita scolastica: Lamù ed Ataru si daranno da fare per riportarlo alla maestra. |                   |                   |
| 4b    | 8     | Il senso della vita 「たくましく生きるんやっ！」 - Takumashiku ikiru n'ya! | 4 novembre 1981   |                   |
| 4b    | 8     | La gita dei bimbi alieni fa tappa ad un asilo nella città di Tomobiki. Kintaro vorrebbe spiegare ai bambini terrestri qual è il senso della vita, ma non è molto informato sull'argomento e le sue spiegazioni non convincono. |                   |                   |
| 5a    | 9     | Sakura, bellezza misteriosa 「謎のお色気美女サクラ」 - Nazo no o-iroke bijo Sakura | 18 novembre 1981  |                   |
| 5a    | 9     | Nuovo arrivo a Tomobiki: si tratta di Sakura, una bellissima ragazza dotata però di una salute un po' cagionevole. Sakura è una sacerdotessa, nipote di Sakurambo, ed organizzerà un esorcismo per liberarsi degli spiriti che insidiano la sua salute. |                   |                   |
| 5b    | 10    | Un terribile virus 「悩めるウィルス」 - Nayameru virus | 18 novembre 1981  |                   |
| 5b    | 10    | Sakura inizia il suo lavoro di infermiera al Liceo Tomobiki, e tutti i ragazzi si feriscono pur di sottoporsi alle sue cure. L'unico che non si vuole avvicinare all'infermeria è Ataru, che normalmente farebbe carte false pur di stare con una bella donna; Lamù inizia a credere che Ataru sia gravemente malato. |                   |                   |
| 6a    | 11    | Il triangolo dell'amore 「恋の三角ブラックホール」 - Koi no sankaku black hole | 25 novembre 1981  |                   |
| 6a    | 11    | Le conversazioni telefoniche tra Ataru e Shinobu sono disturbate da Lamù che dal suo ufo si inserisce sulla linea. Quello che i ragazzi non sanno è che queste interferenze creano una sorta di "Triangolo delle Bermuda" in cui spariscono aerei, elicotteri ed altri mezzi. |                   |                   |
| 6b    | 12    | Un piccolo demonio 「ホレホレ小悪魔だっきゃ！」 - Horehore koakuma dakkya! | 25 novembre 1981  |                   |
| 6b    | 12    | Due specchi contrapposti usati da Ataru per guardarsi la nuca portano alla materializzazione di un folletto piuttosto dispettoso e depravato. Sakurambo prepara un sortilegio per scacciarlo, ma le cose non vanno come previsto. |                   |                   |
| 7a    | 13    | Elettroshocks 「電撃ショックがこわい！」 - Dengeki shokku ga kowai! | 2 dicembre 1981   |                   |
| 7a    | 13    | Ataru, che non sopporta più le scariche elettriche di Lamù, chiede aiuto a Sakurambo. Il monaco gli dona un nastro da annodare ai capelli della ragazza: finché sarà al suo posto i suoi poteri saranno annullati. Quando Ataru toglierà (per errore) il nastro Lamù, che non capiva come mai avesse perso i suoi poteri, sfogherà la sua rabbia su di lui. |                   |                   |
| 7b    | 14    | Bamboline voodoo 「念力ウラミのあやつり人形」 - Nenriki urami no ayatsuri ningyō | 2 dicembre 1981   |                   |
| 7b    | 14    | Ataru è vittima di un gioco "innocente" di Lamù: una bambolina voodoo con le sue fattezze riflette sul ragazzo tutte le angherie che subisce. Ataru capisce che si possono costruire altre bambole e si ingegna per attivare quella di Shinobu. Nel frattempo vengono preparate bambole per buona parte del vicinato, e quando i genitori di Ataru iniziano a "giocarci" il caos esplode in tutta Tomobiki. |                   |                   |
| 8a    | 15    | Avventure su Nettuno 「おし入れの向うは海王星」 - Oshiire no mukau wa kaiōsei | 9 dicembre 1981   |                   |
| 8a    | 15    | Ataru è malato e solo in casa: Lamù è andata su Nettuno a trovare Oyuki, una delle sue amiche d'infanzia. Dall'armadio della camera di Ataru esce improvvisamente della neve: si è formato un passaggio che conduce direttamente su Nettuno. |                   |                   |
| 8b    | 16    | L'invidia degli uomini 「ハチャメチャ恐竜時代」 - Hachamecha kyōryūjidai | 9 dicembre 1981   |                   |
| 8b    | 16    | Durante una sfida Ataru, Lamù, Ten, Kintaro ed il suo orso si ritrovano nella preistoria. Qui faranno degli incontri pericolosi con i dinosauri, fino a quando riusciranno a ritornare nel presente: i dinosauri però li seguiranno causando notevoli danni alla città di Tomobiki. |                   |                   |
| 9a    | 17    | Come diventare una donna 「おし入れの向うは海王星眠れる美女クラマ姫」 - Oshiire no mukau wa kaiōsei nemureru bijo Kurama-hime | 16 dicembre 1981  |                   |
| 9a    | 17    | In una notte stellata un corvo rapisce Ataru: lo ritiene degno di Kurama, la principessa dei tengu, come sposo. Kurama, svegliata dal bacio di Ataru, non accetta quello che sembra il suo destino: avere un figlio con lui. |                   |                   |
| 9b    | 18    | L'inferno delle atlete 「アスレチック女地獄！」 - Athletic onna jigoku! | 16 dicembre 1981  |                   |
| 9b    | 18    | Il destino di Kurama pare segnato, dovrà avere un figlio da Ataru. La principessa terrà delle lezioni di recupero per tentare di istruire il ragazzo, e per cercare di placare la sua passione per le donne lo spedirà in una dimensione parallela. |                   |                   |
| 10a   | 19    | Un Natale mozzafiato (prima parte) 「ときめきの聖夜（前編）」 - Tokimeki no seiya (zenpen) | 23 dicembre 1981  |                   |
| 10a   | 19    | Ataru è sempre a caccia di ragazze. Megane e gli altri amici organizzano per lui un appuntamento con una ragazza, che dovrebbe trattarlo male, per ridicolizzarlo e far ingelosire Lamù. Ataru cade nella trappola ed accetta l'incontro con l'ammiratrice sconosciuta. |                   |                   |
| 10b   | 20    | Un Natale mozzafiato (seconda parte) 「ときめきの聖夜（後編）」 - Tokimeki no seiya (kōhen) | 23 dicembre 1981  |                   |
| 10b   | 20    | Lamù è combattuta: ha scoperto il piano di Megane e vorrebbe far fare una figuraccia ad Ataru, ma al tempo stesso si accorge di volergli troppo bene per fargli subire l'onta a cui sembra destinato. Alla fine prenderà il posto della falsa ammiratrice salvando Ataru dal pasticcio in cui si era cacciato. |                   |                   |
| 11a   | 21    | Il playboy Ataru 「あたる源氏平安京にゆく（前編）」 - Ataru Genji heiankyō niyuku (zenpen) | 6 gennaio 1982    |                   |
| 11a   | 21    | La storia è ambientata nel Periodo Heian a Kyoto, allora capitale del Giappone. Gli Oni sono venuti dal futuro e rapiscono tutti i bambini perché stanno cercando Momotarō che li aveva sconfitti, per cambiare la storia a loro favore. Nel frattempo Ataru, un antenato del giovane Moroboshi, continua ad importunare le belle donne incurante della situazione critica creata dagli Oni. |                   |                   |
| 11b   | 22    | La vittoria degli orchi 「あたる源氏平安京にゆく（後編）」 - Ataru Genji heiankyō niyuku (kōhen) | 6 gennaio 1982    |                   |
| 11b   | 22    | Lamù trova Momotarō e vuole salvarlo, ma il bimbo combatterà contro gli Oni. Gli orchi vincono lo scontro ed invadono la città: Lamù e Ten organizzano una trappola per rispedire gli orchi nel futuro ed evitare l'alterazione del corso degli eventi. |                   |                   |
| 12a   | 23    | I due pretendenti 「恋のバトルロイヤル」 - Koi no battle royal | 13 gennaio 1982   |                   |
| 12a   | 23    | Pomeriggio in discoteca per Sakura, Ataru, Lamù e gli altri. Tra gli invitati ci sarà anche Tsubame, il fidanzato di Sakura, che chiederà la sua mano allo zio. Sakurambo acconsentirà al matrimonio solo se Tsubame dimostrerà di essere un buon mago. |                   |                   |
| 12b   | 24    | L'esempio di Wakamaru 「父よあなたは強かった」 - Chichi yo anata wa tsuyokatta | 13 gennaio 1982   |                   |
| 12b   | 24    | Kurama vuole mostrare ad Ataru un uomo che sia veramente degno di rispetto ed un esempio di moralità. Con un viaggio nel tempo porta Ataru nel medioevo dove farà la conoscenza di Wakamaru, il padre di Kurama. Nell'episodio viene citata la figura di Benkei, un monaco buddista e militare giapponese; in particolare viene narrato l'episodio dello Scontro del ponte di Gojo, con Wakamaru nella parte di Minamoto Yoshitsune. |                   |                   |
| 13a   | 25    | Avventura alle Hawaii 「ハワイアン水着ドロボウ」 - Hawaiian mizugi dorobō | 20 gennaio 1982   |                   |
| 13a   | 25    | Vacanze alle Hawaii per Lamù, Ataru e compagni. Una notte spariscono i costumi da bagno delle ragazze, e Ataru, Megane e Sakurambo vengono accusati del furto; nessuno di lorò però è il ladro misterioso. |                   |                   |
| 13b   | 26    | L'abbuffata infernale 「地獄のフルコース」 - Jigoku no furukoosu | 20 gennaio 1982   |                   |
| 13b   | 26    | Il ristorante dell'albergo offrirà il pranzo a chi mangerà tutte le portate che vengono servite, ma chi abbandona pagherà il conto di quello che ha mangiato. Ataru, Sakurambo e Sakura partecipano: la battaglia è dura e alla fine rimarrà solo Sakura a tentare di vincere la gara. |                   |                   |
| 14a   | 27    | Il duello 「面堂はトラブルとともに！」 - Mendō wa toraburu to tomoni! | 27 gennaio 1982   |                   |
| 14a   | 27    | Nella classe 2-4 arriva un nuovo compagno: è Shutaro, il rampollo della ricca ed importante famiglia Mendo. Si devono tenere le elezioni per il capoclasse, ed i candidati sono proprio Shutaro e Ataru. Il risultato è di parità, ed il vincitore sarà stabilito con un duello come prevedono le nobili regole di casa Mendo. |                   |                   |
| 14b   | 28    | Test di compatibilità 「星座はめぐる」 - Seiza wa meguru | 27 gennaio 1982   |                   |
| 14b   | 28    | Il computer di Lamù sostiene che Ataru non sia il partner ideale per lei, e indica in Shutaro il prescelto. Lamù non è molto convinta, e sottopone i due ragazzi ad un test al termine del quale verrà indicato il fortunato che starà insieme a lei. |                   |                   |
| 15a   | 29    | La grande battaglia 「せつぶん大戦争」 - Setsubun daisensō | 3 febbraio 1982   |                   |
| 15a   | 29    | Sul pianeta di Lamù si celebra la tradizionale battaglia tra gli Oni e gli Dei della Fortuna, tra i quali c'è anche Benten (una delle sue amiche d'infanzia). Anche Ataru parteciperà alla battaglia, ma il suo impegno sarà rivolto più che altro a tentare di conquistare Benten: la battaglia non andrà molto bene per gli Oni. |                   |                   |
| 15b   | 30    | Match di ritorno 「弁天軍団リターンマッチ」 - Benten gundan return match | 3 febbraio 1982   |                   |
| 15b   | 30    | Benten e gli altri Dei della Fortuna scendono sulla terra per concedere agli Oni la rivincita della sfida. Sulla Terra si celebra il Setsubun, ma gli unici Oni "veri" sono Lamù e Ten. Anche la rivincita sembra persa, ma Lamù troverà il modo di essere quella che riderà per ultima. |                   |                   |
| 16a   | 31    | Le mie lezioni private 「あゝ個人教授！」 - Ah! Kojin kyōju! | 10 febbraio 1982  |                   |
| 16a   | 31    | Arriva il prof. Kuribayashi nel corpo insegnante della classe 2-4, e nascono subito delle complicazioni. Il professore si innamora di Lamù, e prende di mira Ataru perché suo rivale. Ataru e tutta la classe convinceranno Lamù ad uscire con il professore per metterlo in difficoltà. |                   |                   |
| 16b   | 32    | Brividi di terrore 「戦りつの参観日」 - Senritsu no sankanbi | 10 febbraio 1982  |                   |
| 16b   | 32    | Ricevimento dei genitori, partecipa anche la madre di Lamù per stabilire il piano di studi della figlia. La signora Mendo ha un diverbio con la madre di Lamù, e per risolvere la questione le due donne si sfideranno al tavolo da gioco dove la signora Moroboshi farà da croupier. |                   |                   |
| 17a   | 33    | Fotografia a 4 dimensioni 「四次元カメラ」 - Yojigen camera | 24 febbraio 1982  |                   |
| 17a   | 33    | Shutaro porta a scuola una vecchia macchina fotografica, cimelio di famiglia. Non sa che scattando una foto la persona che è inquadrata sarà trasportata in mondi paralleli, dove potrà vivere avventure fantastiche. Ataru è il primo a sperimentarne gli effetti, e si pentirà di non aver sfruttato l'occasione di tornare al mondo reale quando avrebbe potuto. |                   |                   |
| 17b   | 34    | Un percorso pericoloso 「魔のランニング」 - Ma no running | 24 febbraio 1982  |                   |
| 17b   | 34    | Ataru si è dato al jogging mattutino, ma solo per vedere belle ragazze. A scuola ha uno scontro con Shutaro, che sarà regolato giocando a tennis. Durante la partita Ataru si rivela un campione e sconfigge Shutaro. Al termine della gara appare un demonio che sostiene di aver aiutato Ataru ed ora pretende la sua anima come ricompensa: il ragazzo si dichiara innocente, ma il demonio vuole il suo compenso. |                   |                   |
| 18a   | 35    | La vendetta di Ran 「ひな祭り！ランちゃん登場」 - Hina matsuri! Ran-chan tōjō | 3 marzo 1982      |                   |
| 18a   | 35    | Nel giorno della festa delle bambole arriva Ran, una delle amiche di infanzia di Lamù. Da ragazze erano entrambe innamorate di Rei, che preferì fidanzarsi con Lamù; da quel momento Ran cerca di vendicarsi, ed ora si presenta una ghiotta opportunità: portare via la giovinezza di Ataru con un bacio. |                   |                   |
| 18b   | 36    | Un invito amichevole 「ランちゃんの御招待」 - Ran-chan no goshōtai | 3 marzo 1982      |                   |
| 18b   | 36    | Lamù ed Ataru sono ospiti di Ran, ma la dolce amica di Lamù vuole ancora vendicarsi. Il suo piano prevede di creare una copia di Ataru destinata a Lamù così che lei possa prendersi il vero Moroboshi per togliergli la giovinezza con un bacio appassionato. |                   |                   |
| 19a   | 37    | Il diario di Ataru 「涙のあした日記」 - Namida no ashita nikki | 10 marzo 1982     |                   |
| 19a   | 37    | Lamù, per errore, porta dal futuro il diario tenuto da Ataru. Il ragazzo si rende conto che può conoscere cosa gli riserva il futuro leggendo il diario, e cerca di cambiare il corso degli eventi a lui sfavorevoli. |                   |                   |
| 19b   | 38    | Il neonato dello spazio 「この子はだあれ？」 - Konoko wa dāre? | 10 marzo 1982     |                   |
| 19b   | 38    | Un neonato proveniente dallo spazio chiede insistentemente di Shutaro. Tutti sono sconvolti, specialmente le ragazze, perché pensano che il bimbo sia il figlio di Shutaro. Dopo lo shock iniziale si scoprirà che non è l'amore per il padre, ma un motivo più terreno a spingere il neonato tra le braccia di Shutaro. |                   |                   |
| 20a   | 39    | Problemi di primavera 「春うらら居眠り教室」 - Haru urara inemuri kyōshitsu | 17 marzo 1982     |                   |
| 20a   | 39    | Con l'arrivo della primavera tutti dormono in classe, ed anche il professore non sfugge a questo destino. La colpa però non è della bella stagione, ma di uno spirito che ha il compito di far dormire le persone. Il suo maestro sta facendo l'impossibile per insegnare l'arte di far dormire, ma i risultati non sono ancora soddisfacenti. |                   |                   |
| 20b   | 40    | Fiore di pesco 「桃の花 歌合戦」 - Momo no hana uta kassen | 17 marzo 1982     |                   |
| 20b   | 40    | Sfida di poesia tra gli alberi in fiore: Ataru dovrà vedersela con lo spirito di un grande poeta vissuto cinquecento anni prima. La gara ha una sola regola: se vincerà il poeta si mangerà Ataru, altrimenti se ne ritornerà nel mondo degli spiriti dove è stato fino a quel momento. |                   |                   |
| 21a   | 41    | I due Ataru 「決斗！あたるvsあたる」 - Ketsu to! Ataru vs Ataru | 24 marzo 1982     |                   |
| 21a   | 41    | Dopo aver mangiato un lecca-lecca preparato da Lamù ed un dolce magico creato da Sakurambo Ataru si ritrova sdoppiato. Le due copie di Ataru sono opposte come carattere: una è come lo conosciamo, l'altra è un ragazzo giudizioso e con tanta voglia di studiare. Pare la situazione adatta per risolvere il "conflitto" tra Shinobu e Lamù per chi delle due stia con Ataru, ma un imprevisto complicherà la situazione. |                   |                   |
| 21b   | 42    | L'incubo di Ataru 「目ざめれば悪夢」 - Mezamereba akumu | 24 marzo 1982     |                   |
| 21b   | 42    | Dopo una notte in bianco Ataru approfitta della lezione autogestita per dormire in classe. Nei suoi sogni è presente uno strano personaggio che, come il regista di una commedia, dirige i personaggi delle storie vissute durante il sonno. Quando i compagni tenteranno di svegliare Ataru i personaggi dei suoi sogni diventano reali, causando lo scompiglio. |                   |                   |
| 22a   | 43    | Festa di fidanzamento (prima parte) 「スペースお見合い大作戦（前編）」 - Space omiai daisakusen (zenpen) | 7 aprile 1982     |                   |
| 22a   | 43    | Il padre di Lamù pensa che Ataru non sia il partner ideale per la figlia. Organizza quindi, all'insaputa della ragazza, una festa nella quale deciderà chi sarà il fidanzato ideale per lei. Lamù torna sul suo pianeta per la festa, e Ten (che sa cosa accadrà) raggiunge Lamù insieme ad Ataru. |                   |                   |
| 22b   | 44    | Festa di fidanzamento (seconda parte) 「スペースお見合い大作戦（後編）」 - Space omiai daisakusen (kōhen) | 7 aprile 1982     |                   |
| 22b   | 44    | La festa di fidanzamento a sorpresa sembra riuscire, Lamù sta conversando con un ragazzo quando il padre di lei annuncia che sarà il suo fidanzato. La realtà però è diversa: il ragazzo sta per sposarsi con una ragazza che adora, Lamù non è interessata a lui e Ataru si sta dando da fare per rovinare la festa. |                   |                   |
| 23a   | 45    | Il re delle rane 「春らんまんピクニック大騒動！（前編）」 - Haru ranman pic-nic oosōdō! (zenpen) | 14 aprile 1982    |                   |
| 23a   | 45    | Gita scolastica in campagna: Ataru si apparta con Shinobu quando vede una rana su un albero. Appena messo in acqua l'animale si trasforma nel Re delle rane (Kappa), che per ringraziare Ataru per avergli salvato la vita lo porta nel suo palazzo subacqueo. |                   |                   |
| 23b   | 46    | Perduti nelle grotte 「春らんまんピクニック大騒動！（後編）」 - Haru ranman pic-nic oosōdō! (kōhen) | 14 aprile 1982    |                   |
| 23b   | 46    | Ataru, Lamù, Shinobu e Shutaro si perdono in una grotta. Cercando l'uscita entrano in una sala dove c'è un alieno ibernato e una montagna di scatolette. La fame inizia a farsi sentire ed i ragazzi mangeranno il cibo alieno, senza pensare che potrebbe avere effetti collaterali sugli umani. |                   |                   |
| 24    | 47    | I paraorecchi magici 「イヤーマッフルに御用心！」 - Ear muffle ni goyōjin! | 21 aprile 1982    |                   |
| 24    | 47    | Un venditore ambulante proveniente dallo spazio propone, in piena estate, dei paraorecchie. In realtà si tratta di apparecchi che permettono lo scambio dei corpi di chi li indossa, e i primi a sperimentarne l'effetto sono Ataru e Ten. Quando Ataru compra tutto il carico di paraorecchie e una buona parte della città li usa, la situazione diventa incontrollabile. |                   |                   |
| 25    | 48    | Il piccolo bruco 「翔べよイモちゃん！」 - Tobe yo Imo-chan! | 28 aprile 1982    |                   |
| 25    | 48    | Nel laboratorio di biologia c'è un bruco vorace che tutti vogliono sopprimere. Ataru è l'unico che vuole salvarlo perché è convinto che si trasformerà in una bellissima farfalla. Con l'aiuto di Lamù e contro tutta la classe riesce a salvare il bruco, che come previsto diventerà una creatura fantastica. |                   |                   |
| 26    | 49    | Ten innamorato 「テンちゃんの恋」 - Ten-chan no koi | 5 maggio 1982     |                   |
| 26    | 49    | Ten si è innamorato della dottoressa Sakura, e le scrive un'appassionata lettera d'amore. Dopo un primo rifiuto Sakura viene convinta da Lamù e accetta di trascorrere una giornata con il piccolo Ten. Tra i due nascerà una grandissima e tenera amicizia, che non si interromperà mai. |                   |                   |
| 27    | 50    | Dracula affamato 「翔んだドラキュラ」 - Tonda Dracula | 12 maggio 1982    |                   |
| 27    | 50    | Il Conte Dracula si è svegliato affamato: urge trovare belle ragazze a cui succhiare il sangue! Il suo assistente individua Lamù come possibile preda, lei però non è molto d'accordo. L'assistente stringerà un accordo con Ataru per scambiarsi ragazze, ma alla fine né lui né Dracula saranno soddisfatti del risultato. |                   |                   |
| 28    | 51    | Lamù e la disciplina maschile 「ラムちゃんの男のコ教育講座」 - Lum-chan no otoko no ko kyōiku kōza | 19 maggio 1982    |                   |
| 28    | 51    | Gli animali vanno educati fin da piccoli, e Lamù pensa che la stessa cosa si possa applicare anche agli esseri umani. Con un viaggio nel tempo tornerà alla Tomobiki di dieci anni prima, quando Ataru andava alle elementari e già frequentava Shinobu. Una bambolina posta sulla testa del bimbo gli darà una scarica elettrica ogni volta che guarderà una ragazza che non sia Lamù, nella speranza di "istruire" il giovane Moroboshi. |                   |                   |
| 29    | 52    | La gardenia innamorata 「クチナシより愛をこめて」 - Kuchinashi yori ai wo komete | 26 maggio 1982    |                   |
| 29    | 52    | Ten acquista (con l'aiuto di Ataru, sponsor del progetto) una gardenia per conquistare il cuore della bella fioraia. Ten e Ataru si impegnano per far crescere la gardenia e dimostrare alla fioraia che anche loro amano i fiori: la pianta è però preda di un incantesimo, ed una volta cresciuta prende vita. |                   |                   |
| 30    | 53    | La maga della pioggia 「美少女は雨とともに」 - Bishōjo wa ame to tomoni | 2 giugno 1982     |                   |
| 30    | 53    | A Tomobiki arriva Tsuyuko, una ragazza che è preda di un incantesimo: ovunque vada si porta dietro la pioggia. Una promessa non mantenuta dal padre dopo una preghiera alla maga della pioggia si ritorce sulla figlia, e solo una sincera amicizia potrà sciogliere l'incantesimo. Ataru si offre come amico per Tsuyuko, ma la maga della pioggia farà di tutto per impedire che i ragazzi si frequentino. |                   |                   |
| 31    | 54    | Il corno spezzato 「わいのツノを返してくれ！」 - Wai no tsuno wo kaeshitekure! | 16 giugno 1982    |                   |
| 31    | 54    | Durante un litigio con Ataru Ten perde il suo corno e con questo i suoi poteri. Ataru ne approfitta per infierire sul bimbo. Intanto Ran (che crede che il corno rotto sia di Lamù) offre all'amica un rimedio che dovrebbe velocizzare la ricrescita del corno. |                   |                   |
| 32    | 55    | La rivolta dei personaggi 「ドッキリ図書館お静かに！」 - Dokkiri toshokan o-shizuka ni! | 23 giugno 1982    |                   |
| 32    | 55    | Durante una lezione in biblioteca accade un fatto strano: i personaggi dei libri prendono vita ed invadono i locali, causando scompiglio. Tutto questo perché i libri sono stati messi fuori posto o addirittura rovesciati a terra, e l'unico modo per far cessare il caos è quello di rimettere tutti i libri nella loro posizione corretta sugli scaffali. |                   |                   |
| 33    | 56    | Arriva Hanawa sensei 「花和先生登場！これが青春だね」 - Hanawa-sensei tōjō! Korega seishun dane | 30 giugno 1982    |                   |
| 33    | 56    | Novità per la classe 2-4: arriva il Professor Hanawa e Lamù sarà una nuova compagna di classe così potrà portare avanti il suo piano di studi e stare insieme ad Ataru. Il nuovo professore non accetta che Lamù sia una extraterrestre, e fornisce una spiegazione logica ai suoi superpoteri. |                   |                   |
| 34    | 57    | Il mostro acquatico 「悲しき妖怪 人恋しくて」 - Kanashiki yōkai nin koishikute | 14 luglio 1982    |                   |
| 34    | 57    | Sul fondo della piscina c'è un tritone triste e malinconico perché sempre solo. L'animale si trasferirà a casa di Ataru, ma il suo destino sarà quello di essere abbandonato sulla spiaggia dopo aver trascorso una giornata in compagnia di Ataru, Lamù, Shinobu, Shutaro e Ten. |                   |                   |
| 35    | 58    | Ataru in pericolo 「ダーリン絶体絶命！」 - Darlin' zettai zetsumei! | 21 luglio 1982    |                   |
| 35    | 58    | Lan ricorda a Lamù tutti i guai che le ha fatto passare da bambina ed è intenzionata a vendicarsi: si è iscritta al liceo Tomobiki per poter stare vicina ad Ataru e togliergli la giovinezza con un bacio. Il suo piano, molto complesso, pare funzionare ma Sakura e Sakurambo si intromettono tra i due. |                   |                   |
| 36    | 59    | Arriva Rei 「レイ復活！自習大騒動！！」 - Rei fukkatsu! Jishū oosōdō!! | 28 luglio 1982    |                   |
| 36    | 59    | Lamù e Ataru sono a scuola, e Ten si annoia: con una radio spaziale si mette in contatto con Rei che viene a trovarlo con la scusa di fare un saluto a Lamù. Una volta sulla Terra Rei cercherà di convincere Lamù a tornare insieme a lui, dando il via ad una lotta contro tutta la classe. Soltanto il cibo lo può distrarre, e tutti i cestini del pranzo saranno destinati al bel ragazzo alieno; le scorte però stanno terminando, e si cercano soluzioni alternative per placare la fame e l'ira di Rei. |                   |                   |
| 37    | 60    | Il mostro della scuola 「怪人赤マントあらわる！」 - Kaijin aka Manto arawaru! | 4 agosto 1982     |                   |
| 37    | 60    | Gli studenti del Liceo Tomobiki vogliono festeggiare la fine delle lezioni con una serata danzante a scuola, ma il professor Onsen è scettico: quando lui era studente nella stessa occasione un mostro rapì una ragazza. La festa si tiene comunque, mentre il professor Onsen teme che possa apparire nuovamente il mostro che terrorizzava gli studenti vent'anni prima. |                   |                   |
| 38    | 61    | Le copie di Ataru 「ダーリンを奪え！コピー作戦！」 - Darlin' wo ubae! Kopii sakusen! | 11 agosto 1982    |                   |
| 38    | 61    | Lan vuole portare a termine la sua vendetta nei confronti di Lamù portando via la giovinezza di Ataru. Lamù rispolvera una invenzione costruita alle scuole elementari: una pistola che riesce a creare una copia della persona a cui si spara. Lamù crea una copia di Ataru per mandarla da Ran, ma i due Ataru si coalizzano per uscire contemporaneamente con Shinobu e Ran. |                   |                   |
| 39    | 62    | Quella magnifica estate 「どきどきサマーデート」 - Dokidoki Summer date | 18 agosto 1982    |                   |
| 39    | 62    | Dopo aver visto un documentario sui rapporti di coppia Lamù riesce a strappare ad Ataru il loro primo appuntamento. La giornata scorre felice nonostante vari contrattempi; la sera Lamù se ne va a dormire sul suo ufo, ed Ataru si sente come abbandonato dalla ragazza che, fino a quel momento, era solo una gran scocciatura per lui. |                   |                   |
| 40    | 63    | Sayonara 「さよならバイバイ夏の日々」 - Sayonara bye-bye Natsu no hibi | 4 agosto 1982     |                   |
| 40    | 63    | Ataru e gli amici sono al mare, dove si imbattono nelle ire di una strana divinità che ha le sembianze di un gigantesco cocomero. Successivamente ritrovano il tritone triste e malinconico, e trascorrono insieme a lui l'ultima serata delle loro vacanze estive. |                   |                   |
| 41    | 64    | Arriva il tifone 「パニックイン台風！」 - Panic-in taifū! | 8 settembre 1982  |                   |
| 41    | 64    | Sul Giappone sta per abbattersi un tifone. Lamù e Ten preparano dei festeggiamenti, mentre Ataru è più interessato a mettere al sicuro la casa. La pioggia incessante inizia a filtrare nell'appartamento, e grazie ad una invenzione aliena Lamù farà in modo che l'acqua non cada a terra. Il tifone passa, ma la famiglia Moroboshi non se ne accorge e tenterà di uscire passando dal tetto della casa. |                   |                   |
| 42    | 65    | Salsa piccante 「酔っぱらいブギ」 - Yopparai bugi | 22 settembre 1982 |                   |
| 42    | 65    | Ataru vuole fare uno scherzo a Ten e gli fa mangiare un umeboshi. La salsa ha uno strano effetto sul bimbo, che si comporta come se fosse ubriaco. Anche a Lamù viene dato un umeboshi, e pure lei diventa brilla. Lamù e Ten se ne vanno a giro per la scuola lanciando scariche elettriche e fiammate senza controllo, mentre tutta la classe si impegna per ritrovarli. |                   |                   |
| 43    | 66    | Quei gatti sui tetti che scottano 「ニャオンの恐怖」 - Nyaon no kyōfu | 13 ottobre 1982   |                   |
| 43    | 66    | Tra i tanti gatti che fanno baccano sul tetto di casa Moroboshi ce n'è uno particolare: è lo spirito di uno strano incrocio tra una gatta e la sua padroncina. Un gatto ed un essere umano dovranno combattere, ed il vincitore permetterà di liberare la corrispondente parte dello spirito. Ataru ed il mostruoso gatto Torajima si daranno battaglia senza quartiere. |                   |                   |
| 44    | 67    | Da quando te ne andasti 「君去りし後」 - Kimi sarishi nochi | 20 ottobre 1982   |                   |
| 44    | 67    | Megane organizza una festa per il primo anno di permanenza sulla terra di Lamù; durante la festa Ataru fa capire a Lamù che starebbe meglio senza di lei. Lamù se ne va lasciando una bambolina con le sue sembianze in camera di Ataru, ed il giovane si renderà conto che stare senza di lei non è come si era immaginato. |                   |                   |
| 45    | 68    | Party scolastico 「ラムちゃんのクラス会」 - Lum-chan no kurasukai | 27 ottobre 1982   |                   |
| 45    | 68    | La classe di Lamù è più scombussolata del solito: i suoi amici alieni appaiono chiedendo di lei, ma quando la ragazza si avvicina scompaiono immediatamente. Il loro comportamento, però, è giustificato dal fatto che le stanno organizzando una festa a sorpresa in occasione del primo anno di permanenza sulla Terra. Lamù, sconsolata, si sente isolata e sta per tornare sul suo ufo quando inizia la festa in suo onore. |                   |                   |
| 46    | 69    | Ghiottoni della scuola unitevi 「買い食いするものよっといで！」 - Kaigui suru mono yottoide! | 3 novembre 1982   |                   |
| 46    | 69    | Il Liceo Tomobiki non tollera più le uscite degli alunni per procurarsi il cibo nei ristoranti che sono nei pressi della scuola. Nasce subito una lotta tra i ragazzi ed i professori per il diritto a mangiare nei locali esterni, con le due parti che si organizzano con metodi degni di agenti segreti dandosi battaglia fino al tramonto. |                   |                   |
| 47    | 70    | L'enigma della montagna purificata 「戦りつ！化石のへき地の謎」 - Senritsu! Kaseki no hekichi no nazo | 10 novembre 1982  |                   |
| 47    | 70    | Ataru, Lamù, Shinobu, Shutaro ed il piccolo Ten sono in gita in montagna. Qui trovano Sakurambo in meditazione e una troupe televisiva che sta girando un documentario su uno spaventoso monaco pazzo. Alcuni fossili trovati dai ragazzi vengono montati come se fossero un uccello preistorico: grazie ad una invenzione di Lamù l'animale prende vita portando lo scompiglio sulla montagna. |                   |                   |
| 48    | 71    | La bella addormentata 「クラマ姫 新たなる挑戦！」 - Kurama-hime arata naru chōsen! | 17 novembre 1982  |                   |
| 48    | 71    | A Kurama viene concessa una nuova possibilità per trovare il partner ideale. Per sua sfortuna è sempre Ataru a darle il bacio del buongiorno, ma i suoi servitori la convincono che sia stato Shutaro a baciarla. Il possibile partner è ben gradito a Kurama, ma Ataru la riporterà alla realtà rivelandole come sono andate le cose. |                   |                   |
| 49    | 72    | Il terrore del mal di denti 「恐怖のムシ歯WARS！」 - Kyōfu no mushi ha wars! | 24 novembre 1982  |                   |
| 49    | 72    | Ten ha mal di denti, e morde Ataru. Nessuno ha informato il ragazzo che il mal di denti alieno è contagioso, e passa mordendo altre persone. Quando Ten va a scuola ed inizia a mordere i ragazzi per stare meglio si scatena una "guerra" tra i ragazzi per mordersi a vicenda e per evitare gli attacchi dei compagni già malati. |                   |                   |
| 50    | 73    | La sorella di Mendo 「ザ・面堂兄妹！」 - The Mendō kyōdai! | 1º dicembre 1982  |                   |
| 50    | 73    | Un carro trainato da buoi porta con sé una bella ragazza: è Ryoko, la sorella minore di Shutaro. La ragazza sta portando il cestino del pranzo al fratello, ma il cibo si è guastato perché il viaggio è durato nove giorni. Ataru si offre di mangiarlo, e per il suo gesto viene invitato da Ryoko nella sua casa dove lei e Ataru metteranno in scena il dramma di Romeo e Giulietta. |                   |                   |
| 51    | 74    | C'è un gatto sulle scale 「階段に猫がおんねん」 - Kaidan ni neko ga onnen | 8 dicembre 1982   |                   |
| 51    | 74    | Ten si è fatto un nuovo amico: un gatto gigantesco. I due arrivano a casa, ed appena il gatto vede il kotatsu di Ataru se ne impossessa piazzandosi sulle scale. Nemmeno gli esorcismi lo sposteranno, ci riuscirà soltanto Sakurambo quando farà notare una cosa importantissima per il funzionamento del tavolino. |                   |                   |
| 52    | 75    | La ricompensa del tasso 「タヌキは恩返しできるか！？」 - Tanuki wa ongaeshi dekiru ka!? | 15 dicembre 1982  |                   |
| 52    | 75    | Durante una gita nel bosco Ataru e Lamù trovano una gru ferita, bloccata in una trappola per tassi. I ragazzi la liberano e curano, e quando tornano a casa trovano ad accoglierli un tasso servizievole che vuole ringraziarli per il loro gesto. Ataru e Lamù si chiedono cosa possano aver fatto al tasso per meritare la sua riconoscenza, e scoprono che l'animale può compiere delle magie. |                   |                   |
| 53    | 76    | Un lavoro affascinante 「決死の亜空間アルバイト」 - Kesshi no akūkan arubaito | 22 dicembre 1982  |                   |
| 53    | 76    | Ataru cerca un lavoro invernale. Le sue pretese paiono impossibili, ma Lamù riesce a trovargli un lavoro adatto. Ataru e Lamù faranno un viaggio tra il mondo reale ed una dimensione fantastica per raggiungere il luogo di lavoro; qui Ataru verrà assunto ma si accorgerà presto che le cose non vanno come si era immaginato. |                   |                   |
| 54    | 77    | La festa di fine anno 「ラムちゃん主催大忘年会！」 - Lum-chan shusai daibōnenkai! | 5 gennaio 1983    |                   |
| 54    | 77    | Lamù sta organizzando la festa di fine anno per i suoi compagni di classe. Ha installato due porte magiche (una per i ragazzi ed una per le ragazze) e varcandole ci si ritrova in un mondo fantastico dove viene messa in scena la leggenda di Urashima Tarō. Alla fine della storia i ragazzi non ricordano niente di quello che hanno vissuto, e non si rendono conto se è stato solo un sogno o se le cose sono accadute realmente. |                   |                   |
| 55    | 78    | Storie dal passato 「ダメッコ武蔵 風雲録」 - Damekko Musashi fūun roku | 12 gennaio 1983   |                   |
| 55    | 78    | L'episodio è ispirato alla figura di Miyamoto Musashi, uno dei più abili spadaccini giapponesi. La storia parte dal villaggio di Miyamoto, nel 1600. Musashi (interpretato da Onsen) vuole diventare famoso in tutto il Giappone, e vaga per la nazione mangiando a scrocco nei ristoranti più rinomati. A lui si uniscono Ataru e Kojiro Sasaki (interpretato da Shutaro); quest'ultimo però abbandonerà il gruppo alleandosi con la famiglia Yoshioka (interpretata da Sakura e Shinobu) che darà la caccia al fuggitivo Musashi. |                   |                   |
| 56    | 79    | Lezioni di recupero 「命かけます授業中！」 - Inochi kakemasu jugyōchū! | 26 gennaio 1983   |                   |
| 56    | 79    | Il rendimento della classe 2-4 non è buono, ed il professor Onsen pretende silenzio durante la lezione altrimenti ci saranno dei recuperi. I ragazzi arrivano a non far parola nemmeno se interrogati, e la situazione è resa più complicata da Ten che attacca in continuazione gli studenti. I ragazzi faranno di tutto per rimanere in silenzio per tutta la lezione per evitare le lezioni di recupero. |                   |                   |
| 57    | 80    | Lezioni di virilità 「夫婦げんか食うか食われるか！？」 - Fūfu genka kū ka kuwa reruka!? | 2 febbraio 1983   |                   |
| 57    | 80    | Il padre di Lamù si rifugia a casa Moroboshi: ha litigato con la moglie che lo ha buttato fuori di casa. Per trascorrere il tempo frequenta le lezioni insieme a Lamù e a tutta la classe, e ne approfitta per spiegare ai ragazzi come si deve comportare un uomo con la moglie. |                   |                   |
| 58    | 81    | Un bacio alla regina delle nevi 「ミス雪の女王 キッスを奪え！」 - Miss Yuki no joō kiss wo ubae! | 16 febbraio 1983  |                   |
| 58    | 81    | Vacanze invernali, Lamù invita Ataru in settimana bianca in una località scelta dal ragazzo. L'attrattiva principale è una gara che mette in palio una serata in compagnia di una bellissima ragazza, ed Ataru sembra molto interessato. Quando i compagni di classe scoprono che Ataru e Lamù andranno in vacanza da soli si aggregano ai due e tutti parteciperanno alla gara. |                   |                   |
| 59    | 82    | Un terribile giorno di san Valentino 「恐怖の聖バレンタインデー」 - Kyōfu no hijiri Valentine day | 23 febbraio 1983  |                   |
| 59    | 82    | In Giappone per San Valentino le ragazze si dichiarano donando della cioccolata alla persona amata. Ten non conosce questa regola ed accetta la cioccolata di Makò, una bimba che si è innamorata di lui. Ten non ne vuole sapere, e fa di tutto per liberarsi dalle attenzioni di Makò. Nel frattempo Lamù cerca di dare la sua cioccolata ad Ataru, che sta fuggendo da lei come al solito. |                   |                   |
| 60    | 83    | La sfera dell'amore 「ラブラブキャッチボール！」 - Love-love catchball! | 2 marzo 1983      |                   |
| 60    | 83    | Ten riceve in regalo dallo zio la "sfera dell'amore": si tratta di una pallina che è in grado di mostrare il partner ideale di chi ci guarda dentro. La sfera viene usata dalle ragazze (Lamù, Ran, Shinobu e Sakura) mentre Ataru trova quella destinata agli uomini e la usa insieme a Shutaro, Sakurambo e Tsubame: i risultati non sono quelli sperati. |                   |                   |
| 61    | 84    | Lotta mascherata 「面堂家仮面ぶとう会」 - Mendō ke kamen butōkai | 9 marzo 1983      |                   |
| 61    | 84    | Per il carnevale Ryoko organizza una festa in maschera. Ataru è l'ospite d'onore, ma Shutaro non è molto contento del fatto che possa insidiare la sorella. Con un annuncio televisivo invita alla festa chiunque abbia rancore nei confronti di Ataru per tentare di bloccarlo. |                   |                   |
| 62    | 85    | Il virus spaziale 「宇宙かぜパニック！」 - Uchū kaze panic! | 16 marzo 1983     |                   |
| 62    | 85    | Il padre di Lamù è venuto sulla Terra per salutare la figlia; l'uomo si è preso l'influenza aliena e contagia la ragazza. Lamù va a scuola con la mascherina per non contagiare i compagni. Ataru trova il modo di farsi consegnare la mascherina per venderla a Megane. L'influenza aliena si diffonde tra tutti i ragazzi della classe 2-4, ed ha uno strano effetto sugli esseri umani. |                   |                   |
| 63    | 86    | Arriva Ryunosuke 「竜之介登場！海が好きっ！！」 - Ryūnosuke tōjō! Umi ga suki!! | 23 marzo 1983     |                   |
| 63    | 86    | Durante una gita al mare Lamù, Ataru, Shinobu e Shutaro fanno la conoscenza della famiglia Fujinami: Ryunosuke e suo padre gestiscono un ristorante sulla spiaggia. I due litigano spesso e molto violentemente, e durante una lotta distruggeranno il locale. I Fujinami si trasferiscono al Liceo Tomobiki: gestiranno il bar all'interno della scuola e Ryunosuke frequenterà la classe 2-4. |                   |                   |
| 64    | 87    | Il cambio di guardia 「さよならの季節」 - Sayonara no kisetsu | 13 aprile 1983    |                   |
| 64    | 87    | Ataru si sente schiacciato da suo ruolo, ed è fortemente intenzionato a lasciarlo passando i suoi compiti a Megane. Tutti pensano che la sua intenzione sia quella di lasciare Lamù, e Megane è felicissimo di accettare l'incarico, ma le sue intenzioni sono ben altre. |                   |                   |
| 65    | 88    | L'appuntamento 「ランちゃんのデート大作戦！」 - Ran-chan no date daisakusen! | 20 aprile 1983    |                   |
| 65    | 88    | Ryunosuke e Ran fissano un appuntamento. Ataru cerca di impedire alle due ragazze di uscire insieme come se fossero una coppia, ma Lamù fa di tutto per bloccarlo perché è convinta che le due ragazze abbiano comunque diritto di uscire insieme e di stare tranquille. |                   |                   |
| 66    | 89    | Buon compleanno 「はっぴいバースデーマイダーリン」 - Happy birthday my darlin' | 17 aprile 1983    |                   |
| 66    | 89    | Si avvicina il 13 aprile, il giorno del compleanno di Ataru, ma Lamù non si ricorda della ricorrenza. Ataru si impermalosisce e Lamù, affranta per la dimenticanza, smette di andare a scuola e rimane in casa il meno possibile. Ataru è triste perché sente che Lamù si è allontanata da lui, ma il suo orgoglio gli impedisce di riavvicinarsi alla ragazza. Il 13 aprile scorre come i giorni precedenti, con Lamù lontana: alla sera però ci sarà una sorpresa. |                   |                   |
| 67    | 90    | La pesca regina 「地獄のキャンプに桃源郷を見た！」 - Jigoku no camp ni tōgenkyō wo mita! | 11 maggio 1983    |                   |
| 67    | 90    | Ataru ed i suoi amici sono in campeggio con Lamù e Ten. La ragazza è ai fornelli, ma la sua cucina è troppo piccante per i palati umani. I ragazzi (tranne Megane, che non vuole offendere Lamù) vanno in cerca di cibo. Dopo un giro a vuoto troveranno Sakurambo che li condurrà in un luogo pieno di prelibatezze: il gruppo si troverà nel mezzo di un sacrificio umano che sarà evitato solo sconfiggendo la Pesca Regina in una caccia al tesoro. |                   |                   |
| 68    | 91    | La principessa dei corvi 「花ムコの名は竜之介」 - Hanamuko no na wa Ryūnosuke | 25 maggio 1983    |                   |
| 68    | 91    | La principessa Kurama ha scelto il suo nuovo partner: è Ryunosuke, peccato che sia una ragazza! I suoi assistenti mettono a punto una macchina capace di cambiare il sesso delle persone, ma quando cercano di usarla Ataru si intromette e viene colpito per errore. Con molte difficoltà viene rimessa a posto la macchina per il cambio di sesso, che viene presa dal Sig. Fujinami prima che possa essere utilizzata su Ataru. |                   |                   |
| 69    | 92    | Messaggio in bottiglia 「ビンづめレター海辺の怪！」 - Binzume retaa umibe no kai! | 1º giugno 1983    |                   |
| 69    | 92    | Ataru, Lamù, Shutaro, Shinobu e Ten sono in vacanza al mare. I ragazzi ricevono dei messaggi in bottiglia da una ragazza che li invita a contrattarla. Per la mattina successiva organizzano una gita alla laguna, ma i gestori dell'albergo li sconsigliano: pare che lì ci siano delle creature mostruose ma anche una splendida donna. Al mattino i ragazzi vanno alla laguna: qui li accoglie Beauty, una bella ragazza, che li porta all'albergo in cui lavora. La struttura è fatiscente e tetra ed i proprietari sono inquietanti, ma i ragazzi decidono di fermarsi per la notte.                                                                         |                   |                   |
| 70    | 93    | Vecchi rancori 「激烈登場！水乃小路トンちゃん！！」 - Gekiretsu tōjō! Mizunokōji Ton-chan!! | 8 giugno 1983     |                   |
| 70    | 93    | A Tomobiki arriva Tobimaro Mizunokouji, amico d'infanzia di Shutaro con il quale ha ancora qualche conto in sospeso. I due si sfideranno sul campo di baseball, con la squadra di Shutaro composta dai suoi compagni di classe. Tra i due si intromette Ryoko, che da bambina era innamorata di Tobimaro e vuole che sia lui a vincere la sfida. |                   |                   |
| 71    | 94    | Strana avventura 「しのぶのシンデレラストーリー」 - Shinobu no Cinderella story | 15 giugno 1983    |                   |
| 71    | 94    | Shutaro viene nominato testimone per l'apertura del testamento di uno dei più importanti immobiliaristi giapponesi. La stessa sera Shinobu accoglie in casa Makoto, un distinto giovane che si era rifugiato nel suo giardino perché inseguito da strane persone. Makoto è uno dei quattro figli dell'immobiliarista deceduto: da questo momento Shinobu sarà coinvolta nella caccia all'uomo che due gruppi stanno facendo a Makoto, e farà il possibile per mettere il giovane al riparo degli inseguitori. |                   |                   |
| 72    | 95    | Ciak, si gira! 「ラムちゃんの理由なき反抗」 - Lum-chan no riyū naki hankō | 22 giugno 1983    |                   |
| 72    | 95    | Ataru è il regista di un film di sua produzione che ha come tema principale l'amore. La prima visione del film non è apprezzata: Shinobu distrugge il proiettore, ed anche la pellicola dovrebbe subire la stessa sorte. Ataru riesce ad ottenere la possibilità di mostrarlo a tutta la classe, e visto che il proiettore è rotto sarà necessario usare quello portato da Lamù, che non è perfettamente compatibile con gli standard terrestri. |                   |                   |
| 73    | 96    | Reazione 「大勝負！サクラvs錯乱坊！！」 - Taishō fu! Sakura vs Sakuranbō!! | 29 giugno 1983    |                   |
| 73    | 96    | I genitori di Ataru partono per una breve vacanza ed affidano a lui Lamù. La ragazza, dopo aver modificato porte e finestre della casa perché non si aprano dall'interno, inizia a preparare una cena per Ataru. Sakura e Sakurambo entrano in casa Moroboshi, e dopo aver assaggiato il cibo preparato da Lamù i loro spiriti si scontreranno in una battaglia in cui finalmente riusciranno a dirsi in faccia tutto quello che avevano tenuto represso per anni. |                   |                   |
| 74    | 97    | Eterni rivali 「怪談！柳のオジジ！！」 - Kaidan! Yanagi no ojiji!! | 6 luglio 1983     |                   |
| 74    | 97    | Onsen racconta un paio di storie di fantasmi legate al Liceo Tomobiki. I ragazzi non sono molto impressionati, ed Ataru ne approfitta per incidere una frase irriverente nei confronti di Shutaro sul salice piangente nel giardino della scuola che dovrebbe ospitare uno spirito. Dopo questo gesto appare un arzillo anziano che fornisce ad Ataru la mappa di un tesoro sepolto nel giardino della scuola e si scontra con Shutaro che lo sfida a duello: entrambe le questioni saranno regolate alla mezzanotte dello stesso giorno. |                   |                   |
| 75    | 98    | E poi non rimase nessuno 「そして誰もいなくなったっちゃ！？」 - Soshite daremo inakunattaccha!? | 13 luglio 1983    |                   |
| 75    | 98    | I nostri amici si ritrovano per una vacanza di una settimana in una magnifica villa, che però si trova su un'isola deserta. Ben presto si accorgono di essere isolati dal mondo, e quel che è peggio è che saranno in balia di un misterioso assassino che, ispirandosi alla filastrocca "Chi ha ucciso il gallo Robin", ucciderà uno dopo l'altro tutti gli ospiti lasciando per ultimo Ataru. |                   |                   |
| 76    | 99    | La madre pompiere 「火消しママ参上！」 - Hikeshi mama sanjō! | 20 luglio 1983    |                   |
| 76    | 99    | Ten è agitato: sua madre ha un momento libero dal lavoro e verrà a trovarlo. Il bimbo è preoccupato: la sua mamma è un pompiere che non esita ad ingaggiare lotte all'ultimo sangue contro i piromani, e non sa che il piccolo è un incendiario. |                   |                   |
| 77    | 100   | Un dolcetto indigesto 「ダーリンが死んじゃう！？」 - Darlin' ga shinjau!? | 27 luglio 1983    |                   |
| 77    | 100   | Ran prepara dei dolcetti da donare a Rei. Ataru ne trova uno e se lo mangia, ma immediatamente si sente male. Solo Ran può salvarlo, ma la ragazza è con Rei nell'iperspazio. Lamù inizia una disperata corsa contro il tempo per rintracciare l'amica e curare Ataru. |                   |                   |
| 78    | 101   | Le casalinghe 「みじめ！愛とさすらいの母！？」 - Mijime! Ai to sasurai no haha!? | 17 agosto 1983    |                   |
| 78    | 101   | La madre di Ataru, una casalinga come tante, vive le sue giornate nella routine delle faccende che deve svolgere per mandare avanti la casa. Un giorno ha un incidente: la donna si ritrova a vivere esperienze fantastiche senza sapere se sono reali o solo frutto dei suoi sogni, tra le quali una invasione aliena dove lei è tra i pochi superstiti sulla Terra a combattere contro gli invasori. |                   |                   |
| 79    | 102   | Il Natale estivo 「面堂家サマークリスマス」 - Mendō ke Summer Christmas | 10 agosto 1983    |                   |
| 79    | 102   | Ryoko organizza un evento particolare: un ricevimento per il "Natale estivo", al quale gli invitati potranno partecipare solo se in coppia. Durante la festa, alla quale parteciperanno anche alcune coppie alquanto improbabili, ci sarà una gara. Gli invitati dovranno scalare un gigantesco albero di Natale, ed il vincitore riceverà un bacio da Ryoko (se uomo) o da Shutaro (se donna). |                   |                   |
| 80    | 103   | I fantasmi 「パニックイン幽霊民宿」 - Panic-in yūrei minshuku | 17 agosto 1983    |                   |
| 80    | 103   | Ataru ha organizzato una gita al mare con Lamù, Shutaro e Shinobu. Il posto è stupendo, ma l'albergo è fatiscente. Alla reception trovano Otama, una bella ragazza, ed i proprietari dell'albergo che spiegano ai ragazzi che Otama è un fantasma. La cosa è vera, ma non è Otama a spaventare gli uomini: sono i proprietari dell'albergo che tentano in tutti i modi di impaurire Otama per scacciarla. I ragazzi si alleano con Otama per spaventare i proprietari dell'albergo. |                   |                   |
| 81    | 104   | La madre dei miei ricordi 「あぁまぶたの母」 - Ah! Mabuta no haha | 24 agosto 1983    |                   |
| 81    | 104   | Ryunosuke sente la mancanza della madre che non ha mai conosciuto: secondo quanto le racconta il padre Masako (sua moglie) è morta, ma tutte le storie del sig. Fujinami sono poco convincenti. Un giorno Ryunosuke scopre che Masako non è morta, ma ha lasciato il marito; inoltre il padre ha un album fotografico segreto. Per Ryunosuke, aiutata dai suoi amici, parte la caccia all'album fotografico nella speranza di trovare le foto della madre. |                   |                   |
| 82    | 105   | Inconvenienti della gelosia 「太陽がいっぱい浮気がいっぱい」 - Taiyō ga ippai uwaki ga ippai | 7 settembre 1983  |                   |
| 82    | 105   | Due ritrovati alieni riescono a scatenare crisi di gelosia inimmaginabili. Prima tocca a Tsubame che si ritrova con tre copie di Sakura, ognuna accompagnata a cavalieri diversi, poi è la volta di Lamù abbracciata ad un bellissimo ragazzo a scatenare l'ira di Ataru. |                   |                   |
| 83    | 106   | La sfida di Ten 「大激突！テンvsあたる」 - Daigekitotsu! Ten vs Ataru | 14 settembre 1983 |                   |
| 83    | 106   | Ten si è accorto che è fuori forma per poter combattere contro Ataru. Con l'aiuto di Sakurambo e Lamù inizia un allenamento che dovrebbe fargli sviluppare un po' di muscolatura per avere più forza. Al mattino seguente si accorge che nonostante gli sforzi le cose non sono cambiate di molto, ma riuscirà comunque a mettere in difficoltà Ataru con un colpo a sorpresa. |                   |                   |
| 84    | 107   | Precario equilibrio 「恐怖！トロロが攻めてくる！！」 - Kyōfu! Tororo ga semetekuru!! | 21 settembre 1983 |                   |
| 84    | 107   | Lamù, Shinobu ed Ataru sono ospiti di Shutaro in una villa di montagna. Durante la sera i ragazzi sono attaccati da yam molto aggressivi. La villa viene quasi distrutta dagli assalti dei tuberi, ma i ragazzi riescono a fuggire e cercano di raggiungere il villaggio sul lato opposto dell'isola. Al mattino successivo gli yam sono dappertutto, ma i tuberi sono tranquilli: è il momento adatto per completare il viaggio verso il villaggio. |                   |                   |
| 85    | 108   | La vendetta del robot 「惑星教師 CAO-2の復讐」 - Wakusei kyōshi CAO-2 no fukushū | 12 ottobre 1983   |                   |
| 85    | 108   | A seguito di lavori di scavo su un lontano pianeta viene liberato il robot CAO-2. Si tratta dell'insegnante delle elementari di Lamù, Benten, Oyuki e Ran, con le quali ai tempi della scuola si è scontrato spesso e fu da loro bloccato sul remoto pianeta. CAO-2 ha sete di vendetta, e tornerà sulla Terra per dare una lezione alle sue ex-allieve. |                   |                   |
| 86    | 109   | La paura del buio 「逆上！みじめっ子終太郎！！」 - Gyakujō! Mijimekko Shūtarō!! | 26 ottobre 1983   | 1985              |
| 86    | 109   | Shutaro ha paura del buio e soffre di claustrofobia. Lamù sospetta che tutto derivi da un trauma che il ragazzo ha subito da piccolo, e con una macchina del tempo lo riporta insieme a tutta la banda di amici a dieci anni prima. All'epoca il piccolo Shutaro non soffriva di claustrofobia e non aveva paura del buio: il gruppo di ragazzi inizia a cercare cosa possa aver dato il via alle fobie di Shutaro. |                   |                   |
| 87    | 110   | Fungo, fungo delle mie brame... 「壮絶！謎のまつたけなべ！！」 - Sōzetsu! Nazo no matsutake nabe!! | 2 novembre 1983   | 18 gennaio 1988   |
| 87    | 110   | In classe si sta cucinando una zuppa, con gli ingredienti portati dagli studenti. Sakurambo porta dei funghi, degli ottimi porcini. Il risultato è eccellente, la zuppa è gustosa ed i funghi sono buoni: c'è però un effetto collaterale, tutti quelli che hanno mangiato la zuppa (tranne Lamù) vengono presi da una irrefrenabile voglia di recitare una scenetta per il pubblico dei commensali. |                   |                   |
| 88    | 111   | Il più bravo bambino dell'universo 「怒りのラムちゃん！」 - Ikari no Lum-chan! | 11 novembre 1983  |                   |
| 88    | 111   | Ten l'ha fatta grossa: ha appena distrutto la sciarpa che Lamù aveva fatto con le sue mani per regalarla ad Ataru. Il bimbo non riesce a chiedere scusa per quello che ha fatto, scappa di casa e chiede aiuto per trovare un modo per farsi perdonare. |                   |                   |
| 89    | 112   | Accadde una notte tra Ataru e Lamù 「ラムとあたる・二人だけの夜」 - Lum to Ataru; futari dake no yoru | 23 novembre 1983  |                   |
| 89    | 112   | Un viaggio vinto dalla madre di Ataru spiana la strada a quella che sarà la prima notte in cui Lamù ed Ataru rimarranno da soli e dormiranno insieme. Gli amici non sono molto d'accordo, e faranno di tutto per impedire ai due ragazzi di rimanere da soli. |                   |                   |
| 90    | 113   | Il dramma di Ryunosuke 「レディー 竜之介！」 - Ready Ryūnosuke! | 30 novembre 1983  |                   |
| 90    | 113   | Il preside assegna ad Onsen un compito gravoso: dovrà stare con Ryunosuke per una settimana, ospitandola nella sua casa, per tirare fuori il suo lato femminile. Il Sig.Fujinami non è molto convinto, ma Ryunosuke accetterà di frequentare il corso di femminilità: si trasferirà da Onsen e seguirà i consigli dei compagni di classe e di Ran. |                   |                   |
| 91    | 114   | Chi sarà miss Tomobiki? 「ドキュメント・ミス友引は誰だ！？」 - Document; Miss Tomobiki wa dare da!? | 7 dicembre 1983   |                   |
| 91    | 114   | Con il benestare del Preside viene organizzato un concorso di bellezza tra le ragazze che frequentano il Liceo Tomobiki. Le finaliste sono agguerrite, i fan si organizzano per far vincere la loro preferita ed Ataru, presidente della giuria, non disdegna le proposte fatte dai vari gruppi di sostenitori per far vincere la loro candidata. |                   |                   |
| 92    | 115   | Il peccato di Ataru 「奇怪！無我の妙薬！！」 - Kikai! Muga no myōyaku!! | 14 dicembre 1983  |                   |
| 92    | 115   | Ataru mangia un dolcetto preparato da Sakurambo contenente una pozione magica. Il ragazzo cade in un sonno profondo, ed il suo spirito si separa dal corpo iniziando a vagare per la città. Lo spirito dà vita ai peggiori istinti di Ataru e cerca di spiare le ragazze nude o di infilarsi nel loro letto; Sakura, Sakurambo e parenti e amici di Ataru cercheranno di esorcizzare lo spirito. |                   |                   |
| 93    | 116   | Una giornata sfortunata 「終太郎・不幸の朝」 - Shūtarō fukō no asa | 21 dicembre 1983  |                   |
| 93    | 116   | Shutaro ripensa ai momenti che ha vissuto da quando si è iscritto al Liceo Tomobiki. È convinto che Lamù si sia fidanzata con Ataru solo per delle sfortunate coincidenze, e che le cose potevano andare in maniera diversa. Sakurambo però gli fa notare che Ataru è realmente innamorato di Lamù, anche se non lo ammette, e niente potrà cambiare lo stato delle cose. |                   |                   |
| 94    | 117   | Il pupazzo di neve 「旅の雪だるま情」 - Tabi no yuki daruma jō | 11 gennaio 1984   |                   |
| 94    | 117   | Durante una nevicata notturna Ten viene investito da un pupazzo di neve che cade dal cielo. Il mattino seguente Ten ritrova il pupazzo e tenta di incenerirlo, ma questo si ripara dietro ad Ataru. La scena si ripete, e la sera successiva una ragazza si presenta ad Ataru organizzando una festa di ringraziamento. Ataru però è l'unico a vedere la ragazza, tutti gli altri vedono solo il pupazzo di neve caduto dal cielo. |                   |                   |
| 95    | 118   | La fiaba del tempo che fu 「ラムちゃんの日本昔」 - Lum-chan no Nihon mukashi | 18 gennaio 1984   |                   |
| 95    | 118   | La sera di capodanno Sakurambo racconta una storia al piccolo Ten per farlo dormire (e scroccare una cena a Lamù ed Ataru). La storia è ambientata nella campagna giapponese nel medioevo, ed i protagonisti sono una coppia di simpatici vecchietti (interpretati da Ataru e Lamù) ed il loro figlio trovatello (Ten). Gli anziani fanno sacrifici pur di crescere il piccolo, e il bimbo lascerà la casa dei genitori per raggiungere la città dove combatterà contro un Demone che tiene prigioniera una Principessa. |                   |                   |
| 96    | 119   | Il sogno infranto 「かがやけ！あこがれのブラ！！」 - Kagayake! Akogare no bura!! | 25 gennaio 1984   |                   |
| 96    | 119   | Ryunosuke vuole sostituire la fascia che porta sul petto con un reggiseno. Il suo sogno, però, sembra non realizzarsi: i soldi mancano ed il padre non è intenzionato a darle del denaro per acquistarlo. Mentre Ryunosuke vaga per la città salva Shinobu dagli assalti di un gruppo di teppisti che le chiedono un appuntamento per il loro capo Soban. Per mettere il cuore in pace a Soban i teppisti convincono Ryunosuke a farsi delle foto con Shinobu fingendo di essere il suo fidanzato. |                   |                   |
| 97    | 120   | Benten contro tutti 「決斗！弁天vs三人娘！！」 - Ketsu to! Benten vs Sannin musume!! | 1º febbraio 1984  |                   |
| 97    | 120   | Benten ha perduto la sua catena e chiede aiuto a Lamù e Oyuki per ritrovarla. In realtà si è trattato di un furto da parte di Ginger, Sugar e Pepper, tre studentesse della scuola media che vogliono diventare le leader della banda di teppiste (come furono Lamù, Benten ed Oyuki). Tra i due gruppi di ragazze inizia una lotta, ma le giovani leve non hanno ancora i mezzi e l'esperienza per competere con Lamù e le sue amiche. |                   |                   |
| 98    | 121   | Tante Lamù 「ラムちゃんがいっぱい！」 - Lum-chan ga ippai! | 8 febbraio 1984   |                   |
| 98    | 121   | Ran è sempre intenzionata a vendicarsi, e ha elaborato un nuovo piano. Questa volta grazie a una speciale fotocopiatrice è riuscita a creare una copia di Lamù e l'ha istruita a lasciare Ataru. La copia di Lamù, però, non riesce a fare del male ad Ataru e Ran ne crea un'altra: la storia si ripete e in breve Ran perde il controllo della situazione. |                   |                   |
| 99    | 122   | I professionisti dell'abbuffata 「必殺！立ち食いウォーズ！！」 - Hissatsu! Tachigui wars!! | 15 febbraio 1984  |                   |
| 99    | 122   | Sakurambo si è accorto che in città sono arrivate delle persone pericolose: si tratta di un gruppo di mangiatori di professione, che si presentano nei ristoranti facendosi offrire il pranzo perché non soddisfatti della cucina. Il loro scopo è quello di portare alla chiusura i locali tipici, e per conservare la tradizione viene organizzata una sfida tra gli abitanti di Tomobiki ed il gruppo di mangiatori. |                   |                   |
| 100   | 123   | Avventura mortale 「大金庫！決死のサバイバル！！」 - Taikin ko! Kesshi no sabaibaru!! | 22 febbraio 1984  |                   |
| 100   | 123   | Shutaro mostra le sue ricchezze ad Ataru. I due ragazzi sono nella stanza blindata che contiene gran parte dei tesori della famiglia Mendo quando rimangono intrappolati all'interno. Nel tentativo di uscire Ataru attiva per errore i meccanismi difensivi all'interno della stanza, e per i due pare non esserci alcuna via d'uscita. |                   |                   |
| 101   | 124   | Occhio non vede... 「（秘）作戦・女湯をのぞけ！」 - (Hi) sakusen; onnayu wo nozoke! | 29 febbraio 1984  |                   |
| 101   | 124   | Ataru va al bagno pubblico, e qui incontra i suoi amici. Questo ritrovo non è casuale: Ataru ha saputo che Lamù e le sue amiche hanno affittato tutta la zona femminile del bagno per organizzare un party. I ragazzi faranno il possibile per sbirciare dall'altra parte, contrastati da Shutaro che sa che tra le ragazze invitate alla festa c'è anche Ryoko. |                   |                   |
| 102   | 125   | L'infanzia di Sakura 「サクラ・哀愁の幼年期」 - Sakura; aishū no yōnenki | 7 marzo 1984      |                   |
| 102   | 125   | Sakurambo somministra a Sakura una pillola che le dovrebbe consentire di vivere con più spensieratezza. A scuola si presenta una bimba che dice di chiamarsi Sakura e che assomiglia in maniera impressionante alla dottoressa. Tutti gli studenti credono che si tratti della figlia segreta di Sakura, ma la realtà è diversa: è lo spirito dell'infanzia della dottoressa, che cerca un po' della compagnia che non ha avuto da bambina. |                   |                   |
| 103   | 126   | I ricordi di Ran 「燃えよラン 怒りのビデオメール」 - Moe yo Ran ikari no video-mail | 14 marzo 1984     |                   |
| 103   | 126   | Ran fa un sogno dove rivive momenti della sua vita di bambina insieme a Lamù, con i guai in cui si è cacciata per colpa della sua amica. La mattina seguente riceve una videocassetta con altri ricordi della sua infanzia, ma sul pacchetto non c'è il mittente. Il mistero si infittisce, la storia si ripete, e alla fine si scoprirà chi è l'ignoto mittente delle videocassette. |                   |                   |
| 104   | 127   | Sogno di gioventù 「わが青春のサクラさん！」 - Waga seishun no Sakura-san! | 21 marzo 1984     |                   |
| 104   | 127   | Ataru ripercorre la sua vita da quando ha fatto la conoscenza di Sakura. È convinto che la dottoressa sia attratta da lui, e che tra loro due non c'è mai stato niente soprattutto per colpa di Sakurambo (che non vuole cedere la nipote ad un debosciato come lui) e di Ten. Ataru continua comunque a sperare di sedurre Sakura. |                   |                   |
| 105   | 128   | L'amnesia di Lamù (prima parte) 「スクランブル！ラムを奪回せよ！！」 - Scramble! Lum wo dakkai seyo!! | 28 marzo 1984     |                   |
| 105   | 128   | L'ufo di Lamù ha un guasto e durante la notte precipita nei possedimenti dei Mendo. La ragazza, che stava dormendo nella sua astronave, è sana e salva ma ha perso la memoria. Shutaro approfitta della situazione per tenere Lamù prigioniera, sperando di convincerla a diventare la sua ragazza. |                   |                   |
| 106   | 129   | L'amnesia di Lamù (seconda parte) 「死闘！あたるvs面堂軍団！！」 - Shitō! Ataru vs Mendō gundan!! | 11 aprile 1984    |                   |
| 106   | 129   | Ataru, Megane e gli altri amici hanno scoperto che Shutaro ha Lamù con sé e si organizzano per andare a liberarla. Shutaro metterà in campo tutte le sue forze armate con lo scopo di bloccare Ataru, e ne nasce una battaglia campale. Nel frattempo Lamù, che vede Ataru in battaglia, inizia a recuperare alcuni ricordi del suo passato. |                   |                   |
| 107   | 130   | Mondi paralleli 「異次元空間ダーリンはどこだっちゃ！？」 - Ijigenkūkan darlin' wa doko daccha!? | 25 aprile 1984    |                   |
| 107   | 130   | Nel parco di ciliegi in fiore Ataru spezza un ramo da un albero. Lamù, che lo aveva avvisato di non toccare le piante per non alterare l'equilibrio delle dimensioni, si ritrova proiettata in una serie di mondi dove gli eventi si svolgono in maniera diversa a quella conosciuta. Lamù vivrà una serie di avventure sconvolgenti, ma alla fine riuscirà a tornare nel mondo reale. |                   |                   |
| 108   | 131   | Sogni d'invasione e d'evasione 「激突！！ 女王陛下と愛のラガーマン」 - Gekitotsu!! Jōōheika to ai no ragaaman | 2 maggio 1984     |                   |
| 108   | 131   | Durante la lezione di ginnastica i ragazzi (e Ryunosuke) giocano una partita di rugby. Dallo spazio arriva un'astronave che ha le stesse dimensioni del pallone. Durante la partita l'astronave viene colpita ed i ragazzi se la ritrovano tra le mani al posto del pallone. Ataru, Lamù e Ryunosuke vengono catturati e portati all'interno dell'astronave, dove faranno la conoscenza degli alieni che sono venuti a visitare la Terra con l'intenzione di conquistarla. |                   |                   |
| 109   | 132   | Il grande amore di Ran 「ランちゃん・初キッス涙涙の恋の味」 - Ran-chan; hatsu kiss namida namida no koi no aji | 9 maggio 1984     |                   |
| 109   | 132   | Ran ha preparato dei dolcetti per Rei e glieli ha portati nell'iperspazio. Rei li mangia con gusto fino a finirli. Ran ne aveva mangiato uno e qualche briciola le era rimasta sulla faccia. Rei si avvicina a Ran e la bacia sulla guancia: questo gesto riempie di gioa Ran, che crede che il suo amato inizi ad apprezzarla più del cibo che gli prepara. |                   |                   |
| 110   | 133   | Il rossetto magico 「き・え・な・いルージュマジック」 - Ki·e·na·i rouge magic | 16 maggio 1984    |                   |
| 110   | 133   | Lamù inventa un rossetto capace di attrarre le labbra di chi lo porta. La sua intenzione sarebbe quella di ottenere, finalmente, un bacio da Ataru; gli eventi precipitano quando il ragazzo si impossessa del rossetto e ne abusa per tentare a sua volta di baciare le compagne di classe. |                   |                   |
| 111   | 134   | Scontro a casa Mendo 「死闘！！ 面堂家花見デスマッチ」 - Shitō!! Mendō ke hanami death match | 23 maggio 1984    |                   |
| 111   | 134   | Dei petali di ciliegio trovati fuori dal periodo della fioritura fanno presagire qualcosa di strano. Una leggenda di casa Mendo si sta avverando, e nei giardini dei loro possedimenti c'è un ciliegio carnivoro tenuto amorevolmente da Ryoko. A casa Mendo sarà organizzato un ring dove chiunque potrà combattere contro il ciliegio, per sconfiggerlo e togliere gli effetti della maledizione che aleggia sulla ricca famiglia. |                   |                   |
| 112   | 135   | Benten e Ryunosuke 「弁天＆竜之介明日に向って走れ！」 - Benten & Ryūnosuke ashita ni mutte hashire! | 30 maggio 1984    |                   |
| 112   | 135   | Ryunosuke salva un gatto da una banda di teppisti in moto. Benten giunge sulla terra e diventa amica di Ryunosuke. Le ragazze ruberanno la moto del capo dei teppisti per cercare il gatto salvato da Ryunosuke che si è smarrito. Tra i teppisti e le ragazze parte una lotta serrata, ma Benten e Ryunosuke avranno la meglio. |                   |                   |
| 113   | 136   | L'ira di Oyuki 「大恐怖！おユキついに怒る！！」 - Daikyōfu! Oyuki tsui ni ikaru!! | 6 giugno 1984     |                   |
| 113   | 136   | Ran ha un appuntamento con Rei nell'iperspazio, ma una delle marmotte di Oyuki mangia tutti i dolci che ha preparato. Una volta tornata a casa Ran si accorge che la marmotta è da lei; Oyuki la sta cercando, ma Ran non è intenzionata a restituirla. Oyuki scenderà sulla terra per recuperare la marmotta e, nonostante Lamù e Benten cerchino di farle cambiare idea, sfogherà la sua rabbia su chi ha causato tutti i problemi. |                   |                   |
| 114   | 137   | La strana storia d'amore di Ten 「テンちゃんの不思議な恋の物語」 - Ten-chan no fushigi na koi no monogatari | 13 giugno 1984    |                   |
| 114   | 137   | Nel suo girovagare Ten incontra una bambina, ma c'è qualcosa di strano: si trova davanti al fantasma di una bimba malata che non ha potuto abbracciare i cuccioli di cane ospitati dallo zio. Ten si impegnerà per fare in modo che la piccola possa esaudire il suo desiderio, e riceverà la giusta ricompensa per il suo nobile gesto. |                   |                   |
| 115   | 138   | Caccia al tesoro 「魔境スペシャル！面堂邸の財宝を探せ！！」 - Makyō supesharu! Mendō tei no zaihō wo sagase!! | 20 giugno 1984    |                   |
| 115   | 138   | Nonno Mendo è disperato: si accorge di aver perduto il cimelio che costituisce il tesoro del casato. Shutaro e tutti i suoi amici partono alla ricerca del tesoro, e l'unico indizio fornito da nonno Mendo è quello di rintracciare il polpo polare all'interno dei vasti possedimenti della famiglia. |                   |                   |
| 116   | 139   | Il guantone dell'odio e dell'amore 「愛と闘魂！グローブvsパンツの決闘!!」 - Ai to tōkon! Glove vs pants no kettō!! | 27 giugno 1984    |                   |
| 116   | 139   | Sakurambo ha trovato degli oggetti posseduti dallo spirito del precedente proprietario. Tra questi ci sono i guantoni appartenuti ad un pugile dalla doppia personalità: ad un animo sensibile e gentile si associa l'estrema efferatezza sul ring. I guantoni rispecchiano i due aspetti del carattere, perché uno tende ad abbracciare ed accarezzare l'avversario mentre l'altro lo tempesta di colpi; Ataru mostrerà cosa accade se una persona li indossa entrambi. |                   |                   |
| 117   | 140   | La trasformazione di Lamù 「ラムちゃん牛になる！？」 - Lum-chan ushi ni naru!? | 11 luglio 1984    |                   |
| 117   | 140   | Lamù viene morsa da una mucca e nel giro di poche ore le sue corna cominciano a crescere. La ragazza è disperata perché è convinta che si trasformerà in una mucca, e pensa di lasciare Ataru per non farlo soffrire per quello che sembra essere il suo sfortunato destino. |                   |                   |
| 118   | 141   | Il film di Lamù 「堂々完成！これがラムちゃんの青春映画」 - Dōdō kansei! Kore ga Lum-chan no seishun'eiga | 18 luglio 1984    |                   |
| 118   | 141   | Megane è il regista di un film che ha per attori tutti i suoi compagni di classe. La storia dovrebbe essere un misto tra un thriller ed una avventura, la protagonista è Lamù ed Ataru ha una parte importante. I soldi stanno finendo, e per proseguire l'avventura si chiedono sacrifici a tutti gli attori. Nonostante le difficoltà il film viene terminato, ma il risultato finale è molto diverso da quanto promesso da Megane. |                   |                   |
| 119   | 142   | Sakura l'esorcista 「妖怪退散！艶姿サクラのおはらい！！」 - Yōkai taisan! Tsuya sugata Sakura no oharai!! | 25 luglio 1984    |                   |
| 119   | 142   | L'infermeria di Sakura è piena di folletti e spiriti che vorrebbero esorcizzare la sua bacchetta magica per toglierle i poteri. La bacchetta però è da Sakurambo, che ne aveva bisogno per esorcizzare un potente spirito tenuto prigioniero per duecento anni e che dovrà essere liberato per onorare la promessa fatta dal suo antenato. Una volta libero lo spirito comincia a fare guai, Sakura e Sakurambo cercheranno di esorcizzarlo per ripulire la scuola da tutti gli spiriti. |                   |                   |
| 120   | 143   | Terrore in piscina 「原生動物の逆襲！プールサイドは大騒ぎ」 - Genseidōbutsu no gyakushū! Poolside wa oosawagi | 1º agosto 1984    |                   |
| 120   | 143   | Gli studenti della classe 2-4 stanno pulendo la piscina in vista della riapertura. Al momento del riempimento della vasca Ten viene gettato in acqua e perde le sue caramelle aliene. I microorganismi presenti nell'acqua, sotto l'effetto delle caramelle energizzanti, divengono giganteschi e seminano il panico tra gli studenti: ne faranno le spese Ataru e Shutaro, mangiati da un gigantesco mostro. |                   |                   |
| 121   | 144   | Il ritorno della principessa Kurama 「またまた登場！愛の狩人クラマ姫」 - Matamata tōjō! Ai no kariudo Kurama-hime | 15 agosto 1984    |                   |
| 121   | 144   | Prosegue la ricerca di un partner da parte di Kurama: stavolta ha messo gli occhi su Rei, e lo rapisce mentre era in compagnia di Ran. La principessa avrà modo di conoscere ben presto l'appetito e la passione per il cibo di Rei, ma non riuscirà a vedere il suo aspetto mostruoso grazie all'aiuto dei suoi fidi corvi. Toccherà a Ran e Lamù (con le incursioni di Ataru) il compito di mostrare a Kurama il reale aspetto di Rei. |                   |                   |
| 122   | 145   | Una volpe per amico 「キツネのかた想い恋すれどせつなく…」 - Kitsune no kata omoi koisuredo setsunaku… | 22 agosto 1984    |                   |
| 122   | 145   | Shinobu riceve una cartolina firmata da una volpe e si ricorda di quando ha conosciuto Kitsune. Durante una giornata di pioggia la ragazza ha salvato da un gruppo di cani randagi un volpacchiotto, che aveva scambiato per un cagnolino. Kitsune è riconoscente per il gesto di Shinobu, e si innamora della ragazza: dopo essere ritornato nella foresta magica dove abita farà di tutto per tornare a Tomobiki per rivedere la sua salvatrice. |                   |                   |
| 123   | 146   | La madre di Ryunosuke 「竜之介ボー然！わが子恋しや岩石の母！！」 - Ryūnosuke bōzen! Wa ga ko koishi ya ganseki no haha!! | 29 agosto 1984    |                   |
| 123   | 146   | Sakurambo è stato chiamato al mare per un esorcismo. Nel frattempo Ataru e Shutaro salvano una donna che era sul fondo del mare e stava per affogare. Una volta portata a riva la donna, che assomiglia molto a Ryunosuke, dice che sta cercando suo figlio. Tutto fa credere che la donna sia Masako (la madre di Ryunosuke), ma Lamù nota un particolare che rende impossibile la parentela tra lei e Ryunosuke. |                   |                   |
| 124   | 147   | La notte dei fantasmi 「怪談！カラーンコローン女子寮!!」 - Kaidan! Karaankoroon joshiryō!! | 12 settembre 1984 |                   |
| 124   | 147   | In una calda sera estiva Ataru racconta una storia di fantasmi che terrorizza Ten. Anche Lamù è preoccupata quando Ataru esce per prendersi una bibita fresca. Ataru non rientra a casa fino al mattino, perché ha rivissuto la storia che aveva raccontato a Ten. Le notti successive il copione si ripete: Ataru viene rapito da un fantasma, e per quanti sforzi faccia Lamù non riesce a bloccare il ragazzo. |                   |                   |
| 125   | 148   | Un amore proibito 「プール妖怪！許されぬ恋に燃えて！！」 - Pool yōkai! Yurusa renu koi ni moe te!! | 19 settembre 1984 |                   |
| 125   | 148   | Il Mendo Marine Park è una delle attrazioni acquatiche più importanti del Giappone. Shutaro ha invitato Lamù e Shinobu, ma all'ultimo momento si sono aggiunti anche Ataru e Ten. Ataru subirà gli effetti di un congegno che doveva servire a insegnare a nuotare a Ten, e la sera i ragazzi incontreranno il tritone triste che è in crisi. L'animale è innamorato di un pesce palla, ma uno squalo impedisce ogni contatto tra i due. |                   |                   |
| 126   | 149   | Panico in città 「ランちゃんパニック友引町に明日はない」 - Ran-chan panic Tomobiki-machi ni ashita wa nai | 26 settembre 1984 |                   |
| 126   | 149   | Ran acquista una scheggia di cometa per farne un ciondolo per Rei, ma la perde. La cometa deve essere portata nello spazio entro il tramonto, altrimenti esploderà distruggendo tutta Tomobiki. Tutti si impegnano per ritrovare la cometa, ma poco prima del tramonto non ce n'è traccia: nel frattempo il gatto Kotatsu cerca disperatamente Ran perché deve consegnarle qualcosa. |                   |                   |
| 127   | 150   | Uno strano amore 「愛のすみかはいずこ？栗子と長十郎」 - Ai no sumika wa izuko? Kuri ko to chōjūrō | 17 ottobre 1984   |                   |
| 127   | 150   | Gita scolastica in un giardino botanico, i ragazzi possono cogliere tutti i frutti che vogliono. Lamù e compagni scoprono che una mela ed un riccio (completo di castagne) sono innamorati ma non possono frequentarsi perché sono attaccati agli alberi. Quando i frutti cadono e si fissano alle teste di Ataru e Ten si scopre che i ragazzi danno vita ai desideri dei due innamorati. |                   |                   |
| 128   | 151   | Kid, l'uomo volante 「人か鳥か？豪華けんらん正義の味方！」 - Nin ka tori ka? Gōka kenran seigi no mikata! | 24 ottobre 1984   |                   |
| 128   | 151   | Ten incontra un supereroe che vuole arruolare i bambini per aiutarlo nella sua missione. In realtà si tratta soltanto di un venditore di "patacche" che si approfitta dell'ingenuità dei bambini, e anni fa un suo collega aveva imbrogliato le piccole Ran e Lamù. |                   |                   |
| 129   | 152   | Teppiste al contrattacco 「先輩をやっつけろ！ご存知三人娘の逆襲」 - Senpai wo yattsukero! Go zonji sannin musume no gyakushū | 31 ottobre 1984   | 1988              |
| 129   | 152   | Ginger, Sugar e Pepper vogliono ancora battere la "vecchia guardia". Stavolta attaccheranno solo una delle leader precedenti, e dopo aver fallito con Benten ed Oyuki concentrano i loro sforzi su Lamù. Non sanno che nello stesso tempo la ragazza sta facendo una scommessa: se rimarrà tranquilla per tre giorni Ataru le concederà un appuntamento. Lamù è costretta a sfogare la sua ira senza farsi vedere da Ataru, e spesso le tre teppiste ne subiranno le conseguenze. |                   |                   |
| 130   | 153   | Dilettanti allo sbaraglio 「燃えよかくし芸！この道一直線」 - Moe yokakushi gei! Kono michi icchokusen | 7 novembre 1984   | 1º luglio 2010    |
| 130   | 153   | Il preside ritiene che il teatro sia una buona palestra di vita per gli studenti e organizza un concorso di recitazione per la classe 2-4 Tutti gli alunni si esibiranno, ed un giudice deciderà se la loro performance è valida. Il giudice è un amico alieno di Lamù, e chi reciterà male sarà spedito nello spazio. |                   |                   |
| 131   | 154   | Il pupazzo maledetto 「死んだらあかん！了子の特製ワラ人形！！」 - Shindara akan! Ryōko no tokusei wara ningyō!! | 14 novembre 1984  | 2 luglio 2010     |
| 131   | 154   | Ryoko ha preparato una bambolina voodoo contro il fratello. Per tenerla al sicuro la dona ad Ataru, che la tratta come una cosa preziosa. Quando Ataru si accorge che tutto quello che gli capita si riflette, per via della bambolina, su Shutaro inizia a mettersi nei guai. Shutaro fa l'impossibile per salvare Ataru (e se stesso), ma Ryoko ha preparato una serie di trappole per i due ragazzi. |                   |                   |
| 132   | 155   | Una bella in armatura 「お見合い地獄！ヨロイ娘は美女？怪女？」 - Omiai jigoku! Yoroi musume wa bijo? Kai onna ? | 21 novembre 1984  | 5 luglio 2010     |
| 132   | 155   | Per aumentare il prestigio delle rispettive famiglie i Mendo ed i Mizuonokouji hanno organizzato un matrimonio combinato tra i rispettivi figli. Shutaro dovrà quindi sposare Asuka, la figlia dei Mizunokouji. Nessuno però l'ha mai vista, ed anche Tobimaro ignora di avere una sorella: la tradizione di famiglia impone che appena nate le bimbe vengano condotte in una zona riservata della casa dove possono accedere solo le donne. Asuka, che non ha mai visto gli uomini ed è dotata di una forza mostruosa, gira sempre con indosso una enorme armatura.                                                                                              |                   |                   |
| 133   | 156   | Il primo amore di Asuka 「ヨロイ娘の恋！乙女心はグラグラゆれて」 - Yoroi musume no koi! Otomegokoro wa guragura yurete | 28 novembre 1984  | 6 luglio 2010     |
| 133   | 156   | Con una scarica elettrica Lamù distrugge l'armatura di Asuka: la ragazza che ne esce è molto bella, ma ha il terrore degli uomini e appena ne vede uno fugge urlando. La situazione peggiora quando Asuka conosce Ataru, che tenta di conquistarla. Con molte difficoltà si giunge al primo incontro tra Asuka e Shutaro, i due ragazzi vengono lasciati in una stanza perché facciano conoscenza. L'incontro tra i due non va molto bene, e l'unico uomo che ispira la fiducia di Asuka è suo fratello Tobimaro. |                   |                   |
| 134   | 157   | Il ritorno di Kitsune 「死ぬほど会いたくて！純情キツネ再び！！」 - Shinu hodo aitakute! Junjō Kitsune futatabi!! | 5 dicembre 1984   | 7 luglio 2010     |
| 134   | 157   | Kitsune vuole rivivere la storia di un film che ha visto. La leggenda vuole che una volpe, in una notte di luna piena, possa trasformare la persona amata in una volpe facendole mangiare le prime noci di ginkgo. Kitsune si procura le noci e si mette in viaggio per Tomobiki alla ricerca di Shinobu, ma il viaggio è lungo e tormentato. |                   |                   |
| 135   | 158   | Fiori parlanti 「おしゃべり花なんかどうわいっきらい！」 - Oshaberi hana nanka dōaikirai! | 12 dicembre 1984  | 8 luglio 2010     |
| 135   | 158   | Ran sta coltivando dei fiori provenienti dallo spazio: sono molto belli, ma spettegolano su tutto quello che sentono dire. I fiori captano due frasi, una di Ran ed una di Lamù, quando un colpo di vento li porta via. Nel giro di poco tempo la città è invasa dalla strana pianta che ripete in continuazione parti delle frasi udite, creando situazioni imbarazzanti per gli abitanti di Tomobiki. |                   |                   |
| 136   | 159   | Il figlio di Ten 「テンちゃんの息子誕生！？わいは知らんど」 - Ten-chan no musuko tanjō!? Wai wa shira'n do | 19 dicembre 1984  | 9 luglio 2010     |
| 136   | 159   | Un corriere spaziale perde parte del suo carico di uova sopra Tomobiki. Una di queste travolge Ten e si attacca tenacemente alla sua pancia. Il piccolo si vergogna, non vuole farsi vedere da Lamù con l'uovo attaccato al suo corpo e trascorre la notte all'aperto. Al mattino l'uovo non c'è più, ma una vespa dispettosa si presenta a Ten chiamandolo "genitore"; Ten si chiede, stupito, cosa sia accaduto durante la notte. |                   |                   |
| 137   | 160   | Un duello coraggioso 「ラムの勇気ある決闘！勝利はせこい手で」 - Lum no yūki aru kettō! Shōri wa sekoi te de | 9 gennaio 1985    | 12 luglio 2010    |
| 137   | 160   | Anna, una compagna di scuola di Lamù, è assillata dai bulli del liceo Butsumetsu. Lamù li scaccia lanciando scariche elettriche, ma le sue parole di incoraggiamento vengono fraintese da Anna: viene organizzata una rivincita tra Soban, il capo dei teppisti e Lamù ma la ragazza non potrà utilizzare i suoi poteri alieni. Lamù si allena duramente, ma il giorno della sfida è ancora impreparata al combattimento e non sa come affrontare degnamente la sfida per non perdere la fiducia di Anna. |                   |                   |
| 138   | 161   | Un nuovo lavoro 「就職大願望！帰ってきた抜け忍かえで！！」 - Shūshoku daiganbō! Kaettekita nukenin Kaede!! | 16 gennaio 1985   | 13 luglio 2010    |
| 138   | 161   | Kaede è una kunoichi che ha deciso di lasciare la carriera di combattente e guadagnarsi da vivere con un lavoro normale. Il suo comportamento la fa passare come una traditrice nei confronti della sua maestra e dei suoi ex-compagni, che le danno una caccia serrata. Kaede giunge stremata a Tomobiki e Shutaro, dopo averla rifocillata, vuole reclutarla come guardia personale: la ragazza dovrà superare le prove previste dalla famiglia Mendo per ambire al posto. |                   |                   |
| 139   | 162   | La guerra dei pomodori 「友引高校サバイバル！生き残るのは誰だ！！」 - Tomobiki kōkō sabaibaru! Ikinokoru no wa dare da!! | 23 gennaio 1985   | 14 luglio 2010    |
| 139   | 162   | Tre studenti del Liceo Tomobiki frequentano il corso di giardinaggio, e hanno una serra piena di ottimi pomodori. Ten, nel tentativo di incendiare Ataru, distrugge la serra ed i ragazzi salveranno solo una pianta a testa. Per vendicarsi di Ataru Ten farà sprofondare la scuola, e visto che il cibo scarseggia i tre "contadini" si impegneranno per non cedere i loro pomodori agli affamati studenti. |                   |                   |
| 140   | 163   | La torta gigante 「謎の巨大ケーキ！恋の逃避行パニック！！」 - Nazo no kyodai keeki! Koi no tōhikō panic!! | 30 gennaio 1985   | 15 luglio 2010    |
| 140   | 163   | Shutaro organizza una festa per il nuovo anno e invita tutti i suoi compagni di classe. Ryoko è però esclusa, perché il fratello non vuole che veda Ataru. La ragazza si vendica organizzando le sue nozze con Tobimaro, che si terranno all'interno dell'attrazione principale della festa: una grandissima torta all'interno della quale è stato ricostruito un piccolo mondo con villaggi, fiumi e costruzioni. |                   |                   |
| 141   | 164   | Sogno avvelenato 「魔境転生！ダーリンはなにを考えてるっちゃ！？」 - Makyō tenshō! Darlin' wa nani wo kangaeteruccha!? | 6 febbraio 1985   | 16 luglio 2010    |
| 141   | 164   | Shutaro, Ataru, Shinobu e Lamù si ritrovano su un'isola sperduta dove vige una strana regola: tutti sono costretti a cibarsi di quello che la natura mette a disposizione, ma nessuno sa se quello che sta per mangiare è buono o velenoso. Chi muore rinascerà quando un'altra persona troverà qualcosa di velenoso, e vedrà esaudito il suo più grande desiderio. A questa regola non sfuggono gli ospiti dell'isola, ed anche i quattro amici assaggeranno vari cibi per testare se siano commestibili o meno. |                   |                   |
| 142   | 165   | Il samurai vagabondo 「お芝居パニック！面堂家花見のうたげ！！」 - Oshibai panic! Mendō ke hanami no utage!! | 13 febbraio 1985  | 19 luglio 2010    |
| 142   | 165   | Una bevanda portata da Lamù dal suo pianeta ha strani effetti sui terrestri: anche se si tratta di un succo di frutta chi la beve se ne ubriaca, e una volta passata la sbornia viene preso da una grande voglia di recitare. Gli studenti della classe 2-4 ed il professor Onsen mettono in scena una recita basata sul personaggio di Kagemoto Tōyama (qui indicato con il nome di Kinshiro ed interpretato da Ataru) che dà la caccia ad un samurai assassino (interpretato da Shutaro). |                   |                   |
| 143   | 166   | La fata dell'inverno 「春遠からじ！さびしがり屋の妖精物語！！」 - Haru tooka raji! Sabishigari ya no yōsei monogatari!! | 20 febbraio 1985  | 20 luglio 2010    |
| 143   | 166   | Un litigio tra Ataru e Lamù porta il gelo tra i due ragazzi. Improvvisamente appare una bellissima ragazza, e il clima si fa molto più freddo. La ragazza è la fata dell'inverno: ha sentito che il cuore di Ataru è gelido e vuole portare il giovane con sé cancellando tutti i suoi ricordi. Solo un miracolo potrà salvare Ataru: trasformare la ragazza nella fata della primavera facendola sorridere. |                   |                   |
| 144   | 167   | Incontriamoci in un sogno 「夢の中へ！ダーリン争奪バトルロイヤル」 - Yume no naka e! Darlin' sōdatsu battle royale | 27 febbraio 1985  | 21 luglio 2010    |
| 144   | 167   | Lamù si è fatta preparare una pianta particolare: le sue bacche, se mangiate, le consentiranno di sognare la cosa che desidera di più al mondo. Ten offre una bacca a Sakura che non riesce a dormire, pensando che fosse un sonnifero. Nelle notti successive Sakura si ritrova a vivere i sogni di Lamù, con Ataru protagonista indesiderato. Anche Ataru e Lamù mangeranno le bacche, e tutti insieme vivranno il sogno di Lamù. |                   |                   |
| 145   | 168   | La grande seduzione 「またもや三人娘！ダーリン誘惑大作戦！！」 - Matamoya sannin musume! Darlin' yūwaku daisakusen!! | 6 marzo 1985      | 22 luglio 2010    |
| 145   | 168   | Nuova strategia per Sugar, Ginger e Pepper: tenteranno di colpire Lamù indirettamente seducendo Ataru. Le ragazzine non hanno un grande sex-appeal, e cercheranno di imparare l'arte della seduzione osservando Benten ed Oyuki prima di sferrare l'attacco al giovane Moroboshi. Ataru, stranamente, non pare attratto dalle tre ragazze che sono costrette a ricorrere ad un trucco per sedurlo. |                   |                   |
| 146   | 169   | La leggenda del Kotatsu 「駆けめぐるコタツ猫！何が何でも暖まる」 - Kake meguru kotatsu neko! Nani ga nande mo atatama ru | 13 marzo 1985     | 23 luglio 2010    |
| 146   | 169   | Il gatto Kotatsu ha trovato in un negozio di antiquariato un tavolino molto bello e riesce ad acquistarlo ad un prezzo conveniente. Questo però è vittima di un sortilegio: non è possibile metterci sopra la coperta, rendendo impossibile il suo utilizzo. Il tavolino è stato costruito usando un legno particolare, e l'incantesimo potrà essere sciolto soltanto trovando il suo gemello. |                   |                   |
| 147   | 170   | Tutto su mia madre 「竜之介の父・純情す！妻は面影の中に！！」 - Ryūnosuke no chichi; junjō su! Tsuma wa omokage no naka ni!! | 20 marzo 1985     | 26 luglio 2010    |
| 147   | 170   | La dottoressa Sakura si rende conto che Ryunosuke, cresciuta senza madre, finora si è "innamorata" soltanto di ragazze! Si cerca una sposa per suo padre, per fare in modo che Ryunosuke possa vivere in una famiglia normale. Il sig. Fujinami decide di far rivivere il primo incontro con Masako: lui e Ryunosuke indoseranno gli abiti di quel fatidico giorno. |                   |                   |
| 148   | 171   | La donna delle nevi 「春らんまん！？おユキのカゼで氷づけ！！」 - Haru ranman!? Oyuki no kaze de kōri zuke!! | 27 marzo 1985     | 27 luglio 2010    |
| 148   | 171   | Ran non ha soldi per comprare i dolci per Rei, e non ha neanche voglia di lavorare. Oyuki accetta di collaborare con lei diventando l'attrazione di un banco alla festa del paese. Il troppo lavoro, però, fa ammalare Oyuki: la ragazza ha preso un brutto raffreddore, e la temperatura della Terra si sta abbassando repentinamente. |                   |                   |
| 149   | 172   | Il pesce volante 「友情パニック！わいはフグが好きやねん」 - Yūjō panic! Wai wa fugu ga suki ya nen | 3 aprile 1985     | 28 luglio 2010    |
| 149   | 172   | Ten si è fatto un nuovo amico, un pesce palla esposto al negozio di animali. Lo vuole comprare, ma qualcuno è arrivato prima ed il pesce non c'è più. Gioia immensa quando se lo trova a casa, l'ha comprato Ataru ma la sua intenzione e mangiarselo. Ten dà al pesce una delle sue caramelle: l'animale cresce fino a rompere il vaso che lo ospita, vola e lancia il suo veleno su chiunque gli capiti a tiro seminando il panico. |                   |                   |
| 150   | 173   | Caro fratello 「帰ってきたヨロイ娘！お兄様がいっぱい」 - Kaettekita yoroi musume! Onii-sama ga ippai | 10 aprile 1985    | 29 luglio 2010    |
| 150   | 173   | Asuka è sempre attratta da suo fratello; la madre tenta di farle passare la paura dei ragazzi dandole un compito particolare. Asuka dovrà consegnare una lettera a Shutaro, ma dovrà andare a trovare il suo promesso sposo a scuola. Qui Asuka farà la conoscenza di un ragazzo particolare, che le ispira fiducia e le piace: si tratta di Ryunosuke! |                   |                   |
| 151   | 174   | La sindrome del collirio 「退屈シンドローム！友引町はいずこへ！？」 - Taikutsu syndrome! Tomobiki-machi wa izuko e!? | 17 aprile 1985    | 30 luglio 2010    |
| 151   | 174   | Ataru trova sul tavolino di camera sua una lattina e, credendola una bibita, se la beve: non sapeva che era un collirio spaziale che Lamù voleva usare per curarsi una irritazione agli occhi. Il farmaco alieno ha su Ataru e su tutta Tomobiki una strana reazione: la città pare proiettata in una dimensione onirica, dove si sdoppiano le vite reali e quelle "sognate" dei personaggi. |                   |                   |
| 152   | 175   | Ran e il gatto Kotatsu 「あやうしラン！コタツ猫の初恋オデン！？」 - Ayaushi Ran! Kotatsu-neko no hatsukoi oden!? | 24 aprile 1985    | 2 agosto 2010     |
| 152   | 175   | Ran sta preparando una zuppa per Rei. Grazie ad un ingrediente particolare (dei funghi magici) chi la mangia si innamorerà della prima cosa che vedrà dopo averla gustata. Per un disguido la zuppa viene divorata dal gatto Kotatsu, che subito dopo averla mangiata vede Ran; da questo momento il gatto cerca sempre di stare vicino a lei. |                   |                   |
| 153   | 176   | Il ritorno di Asuka 「またまたヨロイ娘登場！嵐をよぶデート」 - Matamata yoroi musume tōjō! Arashi wo yobu date | 1º maggio 1985    | 3 agosto 2010     |
| 153   | 176   | Asuka si comporta come se fosse la fidanzata di suo fratello Tobimaro. La madre, per farle vivere una normale vita sentimentale, organizza un appuntamento galante tra Shutaro e la figlia nella tenuta dei Mendo. Le cose sembrano andare bene fino al momento in cui Ataru si intromette tra i due: Asuka inizia a fuggire disperata non appena vede un uomo che non sia Shutaro. La madre cambia il suo piano: visto che Ataru ha scatenato le paure di Asuka la ragazza dovrà stare da sola con il giovane Moroboshi e rimanere tranquilla. |                   |                   |
| 154   | 177   | La campana del tempio 「謎の坊さん出現！鐘つきバトルロイヤル」 - Nazo no bōsan shutsugen! Kane tsuki batoru roiyaru | 8 maggio 1985     | 4 agosto 2010     |
| 154   | 177   | Nell'infermeria della scuola c'è un gran movimento, il Preside ha concesso a tutti gli studenti un consulto psicologico con la dottoressa Sakura. Tra i pazienti c'è anche un monaco che chiede aiuto per esaudire l'ultimo desiderio di un suo confratello morto di recente: suonare a mani nude per mille volte la campana del tempio. Sakura, aiutata da Lamù, Ataru, Shutaro, Shinobu e Ryunosuke, cercherà di esaudire la richiesta del monaco che ha offerto una ricompensa sonante a chi colpirà più volte la campana. |                   |                   |
| 155   | 178   | Ricordi del passato 「初恋ふたたび！？昔に戻るかラムとレイ！！」 - Hatsukoi futatabi!? Mukashi ni modoru ka Lum to Rei!! | 15 maggio 1985    | 5 agosto 2010     |
| 155   | 178   | Lamù non riesce a trovare il compagno di un suo orecchino, a forma di cuore spezzato. Ten trova quello che sembra l'orecchino mancante e lo porta a Lamù. In realtà si tratta della metà di un medaglione magico, che se viene aperto attrae la persona fotografata; inoltre se viene ricomposto il legame d'amore che c'era tra le persone fotografate si rinforzerà e durerà in eterno. Lamù è preoccupata, perché il medaglione ritrae Rei che ha la seconda metà con la sua foto. Il medaglione viene aperto, e Rei appare subito: cercherà di prendere la metà del medaglione di Lamù per riunirlo, ma lei ed i compagni faranno di tutto per impedirglielo. |                   |                   |
| 156   | 179   | La casa da tè 「青春おじさん登場！輝け夢の大喫茶店！！」 - Seishun ojisan tōjō! Kagayake yume no daikissaten!! | 22 maggio 1985    | 6 agosto 2010     |
| 156   | 179   | A Tomobiki giungono un uomo, sognatore e poeta, e sua figlia. I due aprono una caffetteria nei pressi del Liceo Tomobiki: i ragazzi iniziano a marinare le lezioni per prendersi un tè ed uscire dalla scuola. I professori si organizzano per riportare gli studenti a scuola nascondendosi all'interno del locale, e gli scontri che nascono tra le due parti mettono a dura prova l'incolumità del locale. |                   |                   |
| 157   | 180   | L'ultimo appuntamento 「ダーリンのやさしさが好きだっちゃ…」 - Darlin' no yasashisa ga suki daccha... | 29 maggio 1985    | 9 agosto 2010     |
| 157   | 180   | Una ragazzina è in ospedale, molto malata, e dalle sue finestre vede un ragazzo gentile e carino di cui si innamora e con cui vorrebbe un appuntamento romantico. La ragazza muore il giorno di Natale, e il suo spirito potrà lasciare la Terra solo se il ragazzo le concederà un appuntamento. Il ragazzo di cui si è innamorata la giovane è Ataru, al quale Sakura chiede di esaudire il desiderio della sfortunata ragazza. |                   |                   |
| 158   | 181   | Amo Shinobu! 「またまた純情キツネ！しのぶさんが好き」 - Matamata junjō Kitsune! Shinobu-san ga suki | 5 giugno 1985     | 10 agosto 2010    |
| 158   | 181   | Kitsune è a scuola, il maestro chiede agli alunni di disegnare la cosa che più gli piace. Kitsune disegna Shinobu ed è felice, quando il maestro ordina ai ragazzi di portare quello che hanno disegnato il giorno dopo altrimenti la distruggerà. Shinobu è in pericolo, e Kitsune si mette in viaggio per Tomobiki: dovrà trovare la ragazza e convincerla a seguirlo per mostrarla al maestro e salvarle la vita. |                   |                   |
| 159   | 182   | Il ristorante sul mare 「海が好き〜っ！悲願の浜茶屋繁盛記！？」 - Umi ga suki! Higan no hamachaya hanjōki!? | 12 giugno 1985    | 11 agosto 2010    |
| 159   | 182   | Dopo una vita di sacrifici il sig. Fujinami è riuscito a mettere da parte la somma necessaria ad acquistare un ristorante sul mare. Insieme a Ryunosuke parte per il sud del Giappone (dove è già iniziata la stagione balneare) per acquistare un locale. Lamù, Ataru, Shutaro e Shinobu li raggiungono per dare loro una mano: il ristorante è un po' isolato e bisogna cercare dei clienti per guadagnare qualche soldo. |                   |                   |
| 160   | 183   | Ryunosuke contro Benten 「竜之介vs弁天！むなしきお色気大決闘」 - Ryūnosuke vs Benten! Munashiki oiroke daikettō | 19 giugno 1985    | 12 agosto 2010    |
| 160   | 183   | Benten è ospite di Lamù, e durante un'incursione a scuola Ryunosuke la accusa di essere poco femminile. Benten è colpita da queste parole, ma quando incontra di nuovo Ryunosuke vorrebbe battersi con lei per stabilire chi delle due sia più affascinante. Il Preside ha la soluzione: le due ragazze reciteranno in contemporanea la stessa parte in una commedia scritta da lui, e tutti gli studenti del Liceo Tomobiki potranno scegliere quale delle due sia riuscita a far emergere di più il proprio lato femminile. |                   |                   |
| 161   | 184   | La bottiglia magica 「魔法の小ビン！うちはどうなるっちゃ！？」 - Mahō no shō bin! Uchi wa dō naruccha!? | 26 giugno 1985    | 13 agosto 2010    |
| 161   | 184   | Ten si procura una bottiglia che ha la capacità di rimpicciolire qualsiasi cosa fino a farla entrare al suo interno. Il bimbo non ha letto le istruzioni, e punta la bottiglia aperta verso Lamù che diventa piccola come una bambolina. Mentre Ten va alla ricerca del rimedio per riportare Lamù alle sue normali dimensioni la ragazza cercherà di convincere Ataru che solo il suo amore potrà farla tornare come prima. |                   |                   |
| 162   | 185   | Acquisti per corrispondenza 「大魔神現わる！ラムの危険なお買い物！？」 - Daimajin arawaru! Lum no kiken na okaimono!? | 3 luglio 1985     | 16 agosto 2010    |
| 162   | 185   | Lamù ha acquistato un robot che dovrebbe accompagnarla a scuola portandole la cartella. Le consegne avvengono nel giardino della scuola, causando confusione e la rabbia del Preside. Lamù monta il robot, che si dimostra molto più combattivo di quello che sembrava sul catalogo. Il preside ordina una ispezione a tappeto degli armadietti degli studenti, che si ribellano e si scontrano con i professori. |                   |                   |
| 163   | 186   | Problemi di linguaggio 「大変！ダーリンに言葉が通じないっちゃ」 - Taihen! Darlin' ni kotoba ga tsūji naiccha | 10 luglio 1985    | 17 agosto 2010    |
| 163   | 186   | Un incidente domestico, un colpo alla testa e Lamù non riesce più a capire né a parlare la lingua dei terrestri! Ataru ne approfitta per tentare di conquistare altre donne mentre Lamù lavora ad un apparecchio che permetta di nuovo la comunicazione tra terrestri ed Oni. |                   |                   |
| 164   | 187   | Un colpo di sole 「悪夢の夏！テンちゃんのうな重大作戦！！」 - Akumu no Natsu! Ten-chan no unajū daisakusen!! | 17 luglio 1985    | 18 agosto 2010    |
| 164   | 187   | Ten sta cercando di catturare una farfalla, ma il sole picchia forte ed il bimbo si prende un colpo di sole (che per gli Oni corrisponde ad un accumulo di aria calda che non gli permette di scendere a terra). Vagando per il cielo si imbatte nel passaggio verso un'altra dimensione, dove trova un viaggiatore alla ricerca di cibo per dei bruchi che si dovranno trasformare in fate. |                   |                   |
| 165   | 188   | Amiche del cuore 「お見舞いパニック！？悪気はないっちゃよ」 - Omimai panic!? Warugi wa naicchayo | 24 luglio 1985    | 19 agosto 2010    |
| 165   | 188   | Ran si è presa l'influenza terrestre ed è sola a casa. Cerca la compagnia di Oyuki e Benten, ma le due ragazze sono in gita. Ran vorrebbe evitare di ricevere la visita di Lamù, visto che da bambine in queste occasioni le ha sempre combinato un mucchio di guai. La noia e la solitudine hanno però il sopravvento: Ran chiama Lamù dicendole di non venire a trovarla, ma per Lamù è impossibile non andare a dare una mano e portare un po' di compagnia all'amica malata. |                   |                   |
| 166   | 189   | Un polpo sulla testa 「怖い！！終太郎の頭にタコがいるっちゃ！？」 - Kowai!! Shūtarō no atama ni tako ga iruccha!? | 31 luglio 1985    | 20 agosto 2010    |
| 166   | 189   | Durante un forte temporale notturno scompare uno dei polpi della famiglia Mendo. L'animale era tenuto prigioniero perché deve rimanere confinato all'interno della tenuta Mendo ed il suo spirito avventuroso lo esporrebbe al rischio di fuga. Nello stesso tempo Shutaro si ritrova posseduto dal fantasma di un polpo che si è piazzato sulla sua testa, e si chiede se ci sia un legame con l'animale scomparso. |                   |                   |
| 167   | 190   | Il centauro spaziale 「宇宙からの侵略者！あやうしラムの唇！！」 - Uchū kara no shinryakusha! Ayaushi Lum no kuchibiru!! | 7 agosto 1985     | 23 agosto 2010    |
| 167   | 190   | Gli alieni vogliono nuovamente invadere la Terra, ma stavolta sono degli esseri molto più spietati degli Oni. Uno dei loro rappresentanti, sotto la forma di un centauro, scende sulla Terra. Il tentativo di invasione fallisce, ma scatta il piano di riserva: l'alieno assumerà le sembianze di un uomo e con una tecnica particolare farà il lavaggio del cervello a tutti gli esseri umani. |                   |                   |
| 168   | 191   | Cibo a volontà 「スペースサバイバル！食うのは奴らだ」 - Space sabaibaru! Kū no wa yatsura da | 14 agosto 1985    | 24 agosto 2010    |
| 168   | 191   | Buona parte degli studenti della classe 2-4, durante le lezioni, desidera gustare cibi prelibati. Dallo spazio cade nel giardino del liceo una strana pentola piena di ottimo stufato. Il professor Onsen ed i ragazzi si avvicinano alla pentola e scoprono che può esaudire tutti i loro desideri per quanto riguarda il cibo: basta chiedere una pietanza e subito la pentola si riempie di quanto richiesto. |                   |                   |
| 169   | 192   | Teste calde 「刺激的だっちゃ！恐怖の頭上クーラー！！」 - Shigekiteki daccha! Kyōfu no zujō kuuraa!! | 21 agosto 1985    | 25 agosto 2010    |
| 169   | 192   | Lezioni estive, il clima caldo rende tutti intolleranti ed agitati. Solo Lamù è tranquilla, grazie ad un ritrovato alieno che materializza un blocco di ghiaccio sopra la sua testa. I compagni di classe vogliono provare questo prodigio, ma per utilizzarlo correttamente è necessaria una grande concentrazione. |                   |                   |
| 170   | 193   | Il piccolo Cupido 「愛の襲撃！ロマンチックがとまらない！！」 - Ai no shūgeki! Tomantic ga tomaranai!! | 28 agosto 1985    | 26 agosto 2010    |
| 170   | 193   | Shopping di fine estate per Lamù, che si compra una pianta speciale. Da questa nascerà un piccolo Cupido, che come tradizione vuole se colpisce con la sua freccia una persona questa si innamorerà perdutamente della ragazza aliena. La pianta viene coltivata e nasce il piccolo Cupido: parte subito la caccia ad Ataru che dovrà concludersi entro il tramonto perché a quel momento Cupido morirà. |                   |                   |
| 171   | 194   | Un regalo per la mamma 「ひさびさ登場！火消しの母に悩みあり！！」 - Hisabisa tōjō! Hikeshi no haha ni nayami ari!! | 4 settembre 1985  | 27 agosto 2010    |
| 171   | 194   | La madre di Ten sente la mancanza del piccolo ed ha deciso di prendersi qualche giorno di vacanza per andare a trovarlo. Tra l'altro si sta avvicinando il suo compleanno, e Ten su suggerimento della madre di Ataru decide di regalarle un mazzo di garofani. Ten perde i suoi fiori e cerca disperatamente di recuperare almeno un garofano per regalarlo alla sua mamma prima che riparta. |                   |                   |
| 172   | 195   | Esprimi un desiderio 「幸福押し売り！ピントはずれの青い鳥！！」 - Kōfuku oshiuri! Pinto hazure no aoi tori!! | 11 settembre 1985 | 30 agosto 2010    |
| 172   | 195   | Uno strano uccello blu fugge dalla prigione spaziale nella quale era recluso. L'animale è buono ed ha il potere di esaudire i desideri delle persone che incontra per renderle felici; purtroppo è un po' sordo e fraintende quello che viene detto, causando situazioni imbarazzanti. |                   |                   |
| 173   | 196   | Il costume di Ryunosuke 「大波乱！竜之介が初めて水着を着る時！！」 - Daiharan! Ryūnosuke ga hajimete mizugi wo kiru toki!! | 18 settembre 1985 | 31 agosto 2010    |
| 173   | 196   | Il padre di Ryunosuke ha promesso alla ragazza di donarle il costume da bagno di sua madre Masako; l'unica condizione è che non dovrà essere violenta per tutta l'estate. Ryunosuke, con molti sforzi, riesce a subire le angherie di suo padre senza ribellarsi. La situazione precipita quando la piscina della scuola chiude, segnando la fine dell'estate: Ryunosuke non ha ricevuto il costume che il padre le aveva promesso e lo sfida in una battaglia all'ultimo sangue. |                   |                   |
| 174   | 197   | L'amore di una volpe 「花嫁がほしい！！キツネの恋の大冒険！！」 - Hanayome ga hoshii!! Kitsune no koi no daibōken!! | 25 settembre 1985 | 1º settembre 2010 |
| 174   | 197   | Inizia l'autunno, Shinobu spedisce una cartolina con una poesia a Kitsune. La piccola volpe ascolta una romantica storia di due innamorati che, senza soldi, possono sposarsi solo grazie ad una magia fatta con i soffioni del cotone. Kitsune parte per Tomobiki con l'intenzione di chiedere in sposa Shinobu e rivivere la magia del racconto. |                   |                   |
| 175   | 198   | Battaglia allo zoo 「しつこいっちゃ！三人娘の動物大作戦！！」 - Shitsukoiccha! Sannin musume no dōbutsu daisakusen!! | 2 ottobre 1985    | 2 settembre 2010  |
| 175   | 198   | Sugar, Ginger e Pepper hanno deciso di sconfiggere le "tardone" utilizzando degli animali. Con Benten e Oyuki falliscono miseramente, decidono quindi di attaccare Lamù con una torpedine che può nutrirsi delle scariche elettriche lanciate dalla ragazza. La sfida si svolge mentre gli studenti della classe 2-4 sono allo zoo per disegnare gli animali, in particolare uno struzzo vanesio e sensibile al fascino delle ragazze: le giovani teppiste dovranno faticare non poco per trovare Lamù. |                   |                   |
| 176   | 199   | Una pesca pericolosa 「お魚つかみどり！浜茶屋のイケナイ商売」 - Osakana tsukamidori! Hamachaya no ikenai shōbai | 16 ottobre 1985   | 3 settembre 2010  |
| 176   | 199   | Ryunosuke e suo padre sono spariti dalla scuola e sono rimasti senza soldi. Shutaro invita tutti i suoi compagni di classe al Mendo Marine Park: qui il sig. Fujinami troverà il modo di mettere in piedi un sistema per fare un po' di soldi. Una delle piscine del parco viene trasformata in una vasca piena di pesci (forniti a sua insaputa da Shutaro) e chiunque, pagando un ingresso, ne potrà prendere a volontà. Il compito sarà reso difficile dalla presenza nella vasca di tre temibili guardiani: uno squalo, un pesce spada ed una razza. |                   |                   |
| 177   | 200   | La stella cadente 「星に願いを！あたる一家は欲望パニック」 - Hoshi ni negai wo! Ataru ikka wa yokubō panic | 23 ottobre 1985   | 6 settembre 2010  |
| 177   | 200   | Il padre di Ataru ha un incidente e viene ricoverato in ospedale, dove fa uno strano sogno. Dopo alcune ore viene dimesso e torna tranquillamente a casa. La cena serale viene disturbata da una stella che precipita nel salotto: si tratta di una delle due protagoniste della leggenda ricordata in occasione della festa di Tanabata che ha perso la strada ed è giunta in ritardo. La stella è pronta ad esaudire tre desideri della famiglia Moroboshi, ma dovranno essere espressi entro l'alba. |                   |                   |
| 178   | 201   | La gelosia di Ataru 「くちづけ宅急便！ダーリン初めてのヤキモチ！」 - Kuchizuke takkyūbin! Darlin' hajimete no yakimochi! | 30 ottobre 1985   | 7 settembre 2010  |
| 178   | 201   | Lamù riceve un pacchetto contenente un rospo che le chiede un bacio: si tratta di un suo amico d'infanzia che è preda di un sortilegio, e solo lei potrà scioglierlo. Lamù vuole aiutare il suo amico, ma Ataru non è molto d'accordo: prima cercherà di baciare altre ragazze, poi tenterà di impedire a Lamù di baciare il rospo. |                   |                   |
| 179   | 202   | Il demone serpente 「お酒はコワイ！サクラのおはらい大失敗」 - O-sake wa kowai! Sakura no oharai daishippai | 6 novembre 1985   | 8 settembre 2010  |
| 179   | 202   | Sakura compie un errore da principiante durante un esorcismo e lo spirito che voleva combattere si impossessa del suo corpo. Si tratta di uno spirito dell'alcool, che spingerà la ragazza a bere bevande alcooliche per crescere sempre di più. Sakura, per evitare le tentazioni, accetta l'invito di Shutaro per la cerimonia del tè nei giardini di casa Mendo: vicino a loro altre persone stanno festeggiando bevendo birra e sakè. |                   |                   |
| 180   | 203   | Scuola di yoga 「不気味だっちゃ！錯乱坊ヨガスクール！！」 - Bukimi daccha! Sakuranbō yoga school!! | 4 dicembre 1985   | 9 settembre 2010  |
| 180   | 203   | Nelle giornate di pioggia non ci si muove, si sta a casa a mangiare e si ingrassa. Lamù e Ataru si iscrivono ad una nuova scuola di yoga, dove trovano Shinobu, Shutaro e Sakura come allievi e Sakurambo come istruttore. Dopo un tentativo di autogestione fallito seguiranno i consigli del maestro Sakurambo: i ragazzi sperimenteranno, oltre all'esercizio fisico, una forma di meditazione che li porterà a vivere esperienze straordinarie. |                   |                   |
| 181   | 204   | Addio professor Onsen! 「さらば温泉先生！？涙の送別マラソン大会」 - Saraba Onsen-sensei!? Namida no sōbetsu marathon taikai | 11 dicembre 1985  | 10 settembre 2010 |
| 181   | 204   | Il professor Onsen ha deciso di lasciare l'insegnamento, e si ritira in montagna per meditare. Prima di andarsene definitivamente organizza una maratona per i suoi allievi, per insegnare loro che un duro esercizio fisico riesce ad ampliare le proprie facoltà mentali. La maratona si trasforma in una battaglia, con gli studenti che tentano di fuggire ed i professori che vogliono riportare l'ordine. |                   |                   |
| 182   | 205   | Un appuntamento scivoloso 「純愛サクラ！別れのつるつるセッケン！？」 - Jun'ai Sakura! Wakare no tsurutsuru sekken!? | 18 dicembre 1985  | 13 settembre 2010 |
| 182   | 205   | Tsubame e Sakura non riescono a vedersi a causa dei rispettivi impegni. Finalmente organizzano un appuntamento al quale possono partecipare entrambi, ma l'imprevisto è in agguato. Subito prima del suo incontro con Tsubame Sakura ha fatto la doccia usando una saponetta preparata da Lamù: Sakura è talmente scivolosa che è impossibile darle la mano od abbracciarla! |                   |                   |
| 183   | 206   | Fratello contro sorella 「飛鳥vsお兄様！ある愛の闘いだっちゃ！」 - Asuka vs onii-sama! Aru ai no tatakai daccha! | 25 dicembre 1985  | 14 settembre 2010 |
| 183   | 206   | La signora Mizunokouji organizza uno scontro tra i figli: se vincerà Tobimaro, Asuka dovrà smettere immediatamente di comportarsi come se fosse la sua fidanzata. Chiede l'aiuto di Lamù, che prima costruisce un'armatura per Tobimaro e poi utilizza due piante aliene per bloccare Asuka e potenziare Tobimaro. Gli effetti però sono temporanei, e la lotta è alquanto incerta. |                   |                   |
| 184   | 207   | Infausti presagi 「ダーリン大凶！恐怖の四次元おみくじ！！」 - Darlin' daikyō! Kyōfu no yojigen omikuji!! | 8 gennaio 1986    | 15 settembre 2010 |
| 184   | 207   | Lamù ed Ataru credono che il loro futuro sia influenzato da cattivi auspici. Si recano al Tempio per acquistare degli oracoli, ma tutti dicono la stessa cosa: Lamù lascerà Ataru e quest'ultimo sarà rifiutato da tutte le donne che ama. Lamù conduce Ataru nell'iperspazio, dove gli oracoli si esaudiscono sempre, e anche in questo caso le profezie si ripetono; Ataru tenterà di ribellarsi al fato. |                   |                   |
| 185   | 208   | Buon anno nuovo 「新春パニック！面堂家人間すごろく大会」 - Shinshun panic! Mendō kajin kan sugoroku taikai | 15 gennaio 1986   | 28 settembre 2006 |
| 185   | 208   | Shutaro ha invitato Lamù e Shinobu a casa sua per festeggiare il capodanno, ma all'ultimo momento si aggiungono anche Ataru e Ten. Il gruppo di amici si reca nel nuovo appartamento di Shutaro, appena costruito e del quale nessuno ne conosce le caratteristiche. Appena arrivati sono costretti a subire delle prove di abilità e resistenza, senza poter cambiare il corso degli eventi: pare quasi che i ragazzi siano le pedine di un gioco. |                   |                   |
| 186   | 209   | Il sogno di Ten 「夢みるテンちゃん！虹のはてに大冒険！！」 - Yume miru Ten-chan! Niji no hate ni daibōken!! | 22 gennaio 1986   | 17 settembre 2010 |
| 186   | 209   | Ten sogna di sconfiggere Ataru alla lotta dei robot dopo che il gioco della sera prima si era concluso con una serie di vittorie per Ataru. Al mattino Ten trova un folletto che ha perduto il suo ombrello ed è pronto ad esaudire il sogno del bimbo se riuscirà a riportarglielo. Ten si mette alla caccia dell'ombrello, chiedendosi come potrà folletto individuare il sogno giusto fra le tante cose che desidera. |                   |                   |
| 187   | 210   | Compito in classe 「デートがしたい！あたるのテスト大作戦」 - Date ga shitai! Ataru no test daisakusen | 29 gennaio 1986   | 20 settembre 2010 |
| 187   | 210   | Ataru ottiene gli appunti di Shutaro e vuole copiarli; Lamù ha una fotocopiatrice sul suo ufo, ma quando tenta di fare la copia c'è un problema e gli appunti si fondono a Ataru. Durante il compito Ataru viene aiutato dallo spirito di Sugawara no Michizane, contenuto in un portafortuna che gli ha dato sua madre. Il poeta, però, proviene dal medioevo: non è aggiornato sui programmi scolastici e dà ad Ataru il compito di altri alunni che non sono molto preparati. |                   |                   |
| 188   | 211   | FIltri d'amore 「ダーリンがうちを好きだと言ったっちゃ」 - Darlin' ga uchi wo suki da to ittaccha | 5 febbraio 1986   | 21 settembre 2010 |
| 188   | 211   | Lamù e Shinobu incontrano Sakura al parco: la dottoressa prepara un ingrediente che può essere utilizzato per creare un filtro d'amore. Le due ragazze aiutano Sakura a confezionare il filtro, sotto forma di una caramella, per darlo ad Ataru e Shutaro. I ragazzi mangiano le caramelle e si comportano in maniera strana: sembra quasi che invece di essere attratti da Lamù e Shinobu facciano a gara tra loro a chi racconta la storia più assurda. |                   |                   |
| 189   | 212   | Visita ai genitori 「決死の家庭訪問！教師家業も命がけ！！」 - Kesshi no kateihōmon! Kyōshi kagyō mo inochi gake!! | 12 febbraio 1986  | 22 settembre 2010 |
| 189   | 212   | Onsen vuole visitare le famiglie dei suoi alunni, convinto che il loro comportamento derivi dall'ambiente familiare. I primi alunni che riceveranno la sua visita a casa sono Ryunosuke, Shutaro, Shinobu e Ataru. Gli incontri non vanno bene, ed il professore è sempre più demoralizzato quando Lamù, che non era nella lista degli studenti da visitare, decide di portare Onsen sull'ufo dei suoi genitori. |                   |                   |
| 190   | 213   | La bambola gigante di Ran 「ハチャメチャ！ランちゃんの巨大人形！！」 - Hachamecha! Ran-chan no kyodai ningyō!! | 19 febbraio 1986  | 23 settembre 2010 |
| 190   | 213   | Ran ha preparato una delle sue bambole messaggere da mandare a Lamù se le avesse fatto uno sgarbo, ma questa è di dimensioni gigantesche! Durante le lezioni Ataru mangia e c'è un po' di confusione in classe. Il preside individua come responsabili Ataru, Ten, Lamù, Ran, Shinobu e Shutaro: per loro si aprono le porte della "camera di introspezione" dove dovranno rimanere in silenzio a meditare pena l'espulsione dalla scuola. |                   |                   |
| 191   | 214   | Kitsune al salvataggio 「恋ひとすじ！命かけます純情キツネ！！」 - Koi hitosuji! Inochi kakemasu junjō Kitsune!! | 26 febbraio 1986  | 24 settembre 2010 |
| 191   | 214   | Kitsune, dopo aver ascoltato una storia, è convinto che Shinobu sia rimasta imprigionata all'interno di una fotografia. Per liberare la ragazza c'è un solo modo: trovare un orco arrabbiato e toccargli uno dei corni. Kitsune si reca a Tomobiki, dove trova Lamù: lei è un orco, ma di fronte alla volpina è amorevole e pare impossibile che si arrabbi. Kitsune vede Ten che sta dando la caccia al gatto Torajima, e cerca di toccargli il corno per salvare Shinobu. |                   |                   |
| 192   | 215   | La giungla elettrica 「早く来てダーリン！ラムの危険な結婚」 - Hayaku kite darlin'! Lum no kiken na kekkon | 5 marzo 1986      | 27 settembre 2010 |
| 192   | 215   | Lamù è al parco e sta aspettando Ataru che, come al solito, è in ritardo. Nel frattempo arriva un ragazzo in groppa ad un elefante: si tratta di Shingo, che immune alle scariche di Lamù si innamora immediatamente della ragazza e tenta di portarsela nella giungla dove vive. Lamù, per far ingelosire Ataru, accetta l'invito di Shingo: non sa che si ritroverà sua prigioniera e che il ragazzo farà di tutto per sposarsela. |                   |                   |
| 193   | 216   | Ricordi d'infanzia 「たまらないっちゃ！ランの意地悪大作戦」 - Tamaranaiccha! Ran no ijiwaru daisakusen | 12 marzo 1986     | 28 settembre 2010 |
| 193   | 216   | Ran chiede a Lamù di fare insieme a lei il viaggio di ritorno da scuola, e ricorda all'amica alcuni episodi di quando erano bambine. Per Ran quando le cose andavano male per lei era sempre per colpa di Lamù: decide allora di vendicarsi cambiando il carattere di Ataru utilizzando un "controllore della personalità" che ha le sembianze di una spilla ed un carattere molto particolare. |                   |                   |
| 194   | 217   | "Speciale pre-finale Urusei yatsura! Sorridi!" 「お別れ直前スペシャル！ 決定輝け！うる星大賞！！「君去りし後」」 - O-wakare chokuzen special! Kettei kagayake! Urusei taishō!! (kimi sarishi nochi) | 19 marzo 1986     | non trasmesso     |
| 194   | 217   | Questo episodio è la replica del 44 (o 67) Da quando te ne andasti. |                   |                   |
| 195   | 218   | Festa d'addio 「オールスター大宴会！ うちらは不滅だっちゃ！！」 - All star daienkai! Uchira wa fumetsu daccha!! | 26 marzo 1986     | 29 settembre 2010 |
| 195   | 218   | In una Tomobiki dove accadono cose inspiegabili gli studenti della classe 2-4 stanno per mettere in scena una recita basata sulla mitologia giapponese. I ragazzi rappresenteranno l'episodio della scomparsa del Sole. Il caso vuole che la vera Amaterasu, in viaggio per Izumo per il tradizionale raduno annuale degli dei, venga reclutata nel ruolo di se stessa per la recita scolastica. Durante la recita si uniranno agli studenti e ad Amaterasu anche gli altri dei, convinti che Tomobiki sia la città di Izumo. |                   |                   |